# Карибский кризис

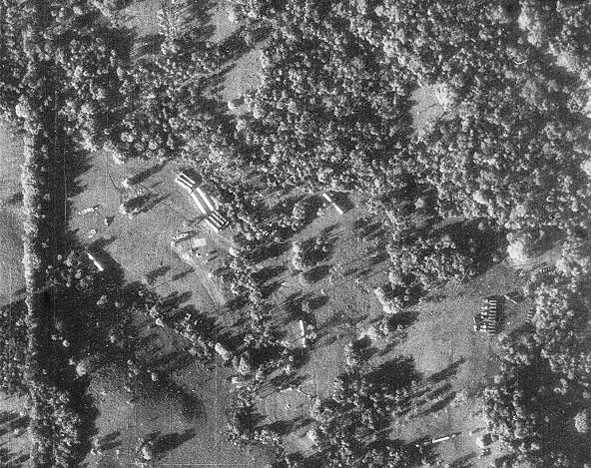
Снимок ракет с американского самолёта-разведчика. 14 октября 1962 года

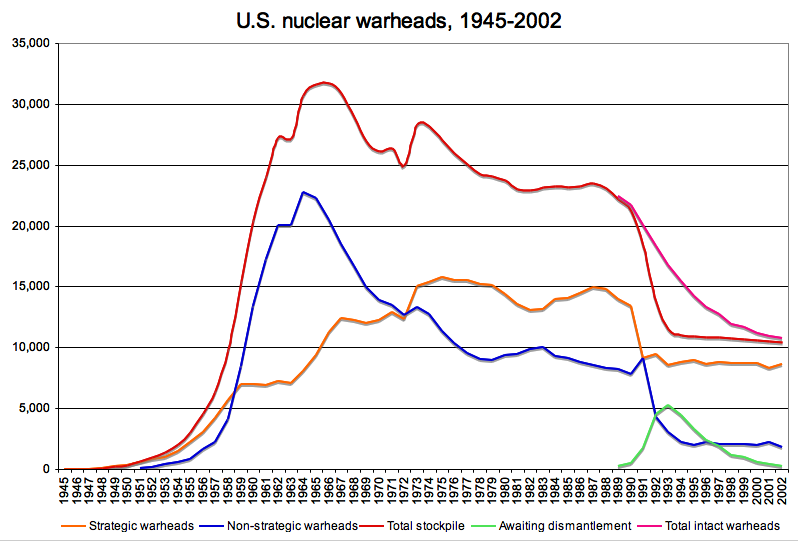
Количество и тип ядерных БЧ США. 1945—2002

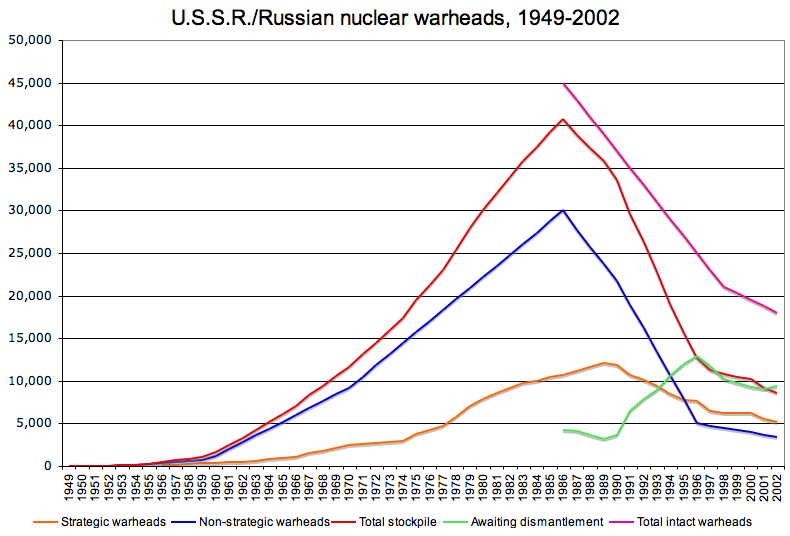
Количество и тип ядерных БЧ СССР/России. 1949—2000

Кари́бский кри́зис (англ. Cuban missile crisis, «Кубинский ракетный кризис»; исп. Crisis de Octubre, «Октябрьский кризис») — чрезвычайно напряжённое политическое, дипломатическое и военное противостояние между Советским Союзом и Соединёнными Штатами в октябре 1962 года, которое было вызвано размещением в 1961 году Соединёнными Штатами в Турции (стране-участнице НАТО) ракет средней дальности «Юпитер», которые беспрепятственно (в силу малого подлётного времени) могли достигнуть городов в западной части Советского Союза, включая Москву и главные промышленные центры СССР, что лишало СССР возможности нанести равноценный ответный удар. В качестве ответной меры на эти действия Советский Союз разместил кадровые военные части и подразделения (на вооружении у которых находилось как обычное, так и атомное оружие, включая баллистические и тактические ракеты наземного базирования) на острове Куба, в непосредственной близости от побережья США. Кризис мог привести к глобальной ядерной войне.

## Хронология событий

### Кубинская революция
В ходе холодной войны противостояние между двумя сверхдержавами, СССР и США, выражалось не только в прямой военной угрозе и гонке вооружений, но и в стремлении к расширению их зон влияния. Советский Союз стремился организовывать и поддерживать социалистические революции, в просоветски настроенных странах оказывалась поддержка народно-освободительным движениям различного толка, часто — оружием и посылкой военных специалистов, инструкторов и ограниченных воинских контингентов. В случае победы революции страна становилась членом социалистического лагеря, там строились военные базы и в неё вкладывались значительные ресурсы. Помощь Советского Союза часто была безвозмездной, что вызывало дополнительные симпатии к нему со стороны беднейших стран Африки и Латинской Америки.

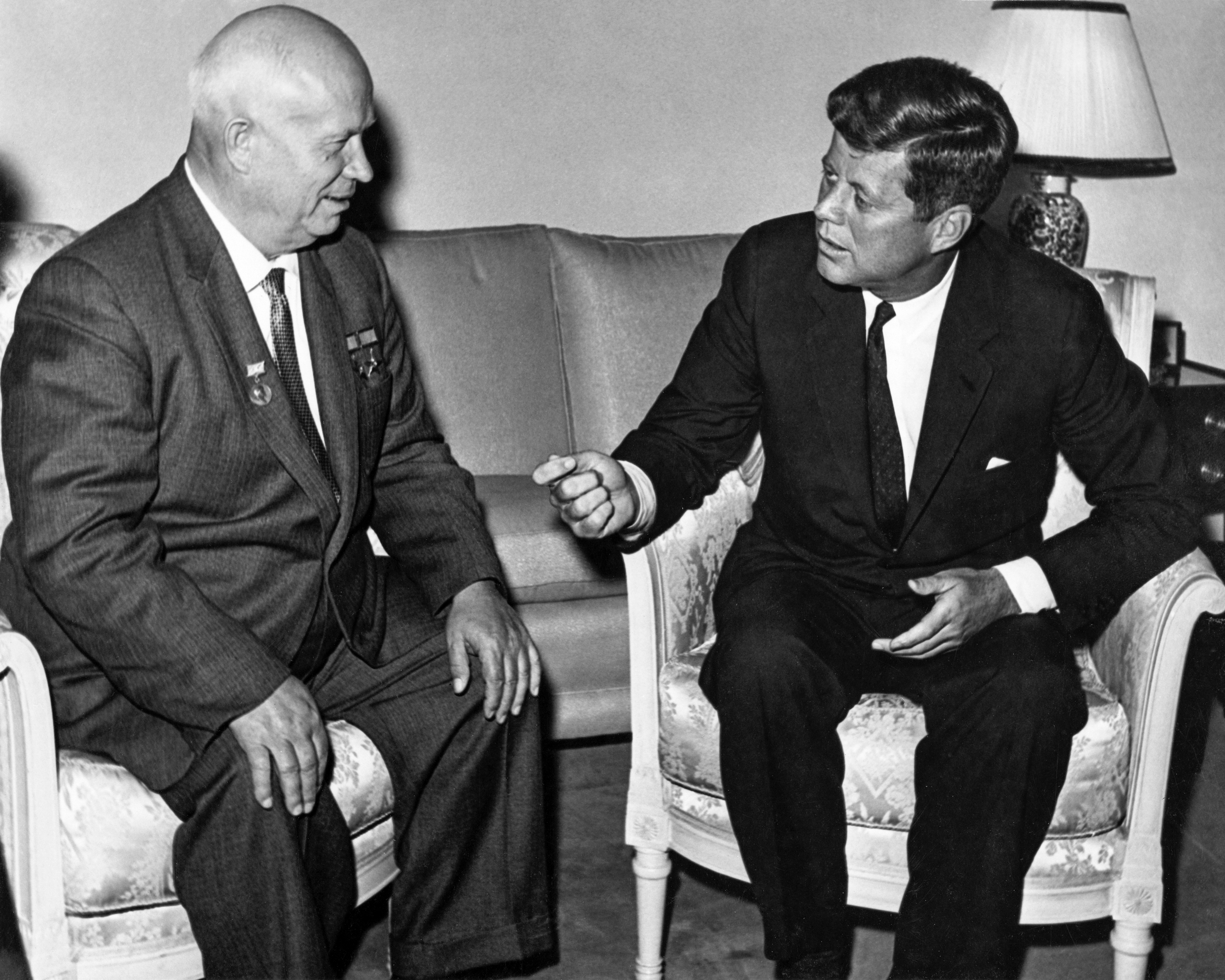
Н. С. Хрущёв и Джон Кеннеди

США, в свою очередь, придерживаясь аналогичной политики, также стимулировали «революции для установления демократии» и оказывали поддержку проамериканским режимам. Обычно перевес сил был на стороне США — их поддерживала Западная Европа, Турция, некоторые азиатские и африканские страны, например, ЮАР.
Первоначально, после победы революции на Кубе в 1959 году, у её лидера Фиделя Кастро не было тесных отношений с Советским Союзом. Во время своей борьбы с режимом Фульхенсио Батисты в 1950-х Кастро несколько раз обращался к Москве за военной помощью, но получал отказ. Москва скептически относилась к лидеру кубинских революционеров и к самим перспективам революции на Кубе, считая, что там слишком велико влияние США. Первый зарубежный визит после победы революции Фидель совершил в США, однако президент Эйзенхауэр отказался встречаться с ним, сославшись на занятость. После этой демонстрации высокомерного отношения к Кубе Кастро проводил меры, направленные против засилья американцев. Были национализированы телефонная и электрическая компании, нефтеперегонные заводы, 36 крупнейших сахарных заводов, принадлежавших гражданам США, однако прежним владельцам были предложены соответствующие пакеты ценных бумаг. Все филиалы североамериканских банков, принадлежавших гражданам США, были также национализированы. В ответ на это США прекратили поставлять на Кубу нефть и покупать её сахар. Такие шаги поставили Кубу в очень тяжёлое положение. К тому времени кубинским правительством уже были установлены дипломатические отношения с СССР и оно обратилось к Москве за помощью. Отвечая на запрос, СССР направил танкеры с нефтью и организовал закупки кубинского сахара и сахара-сырца. На Кубу в длительные командировки выезжали специалисты различных отраслей народного хозяйства СССР для создания аналогичных отраслей, а также делопроизводства на Острове Свободы. Советские специалисты строили различные объекты, например, по спецпроекту делали паровые электростанции с котлами на топливе из отходов сахарного тростника.

### Первые размещённые ракеты
В 1958 Советский Союз начал размещение баллистических ракет средней дальности (БРСД) типа «Р-5» в ГДР, которые были направлены против целей в Западной Европе, в частности, против ФРГ. В 1959 году они были перемещены в Калининград. Следующая стадия гонки вооружений следовала в том же году. США добились этого установкой БРСД типа «Тор» в Англии, а также ракет PGM-19 «Юпитер» в Апулии (Южная Италия) и близ Измира в Турции. К тому же, первый удар, который должен был с применением ядерного оружия уничтожить и сделать невозможным дальнейший ответ противника, не был исключён. В начале 1960-х стала впервые возможной атака обеих стран с собственной территории с помощью установленных на ней межконтинентальных баллистических ракет.

### Ракетные позиции в Турции

Общее количество ядерных БЧ США и СССР/России

К 1960 году США имели значительное преимущество в стратегических ядерных силах. Для сравнения: американцы на вооружении имели примерно 6000 боеголовок, а в СССР было только около 300. К 1962 году на вооружении США находилось более 1300 бомбардировщиков, способных доставить на территорию СССР около 3000 ядерных зарядов. Кроме того, на вооружении США стояли 183 МБР «Атлас» и «Титан» и 144 ракеты «Поларис» на девяти атомных подводных лодках типа «Джордж Вашингтон» и «Этен Аллен». Советский Союз имел возможность доставить на территорию США около 300 боезарядов, в основном с помощью стратегической авиации и МБР Р-7 и Р-16, имевших низкую степень боеготовности и высокую стоимость создания стартовых комплексов, что не позволяло произвести масштабное развёртывание этих систем.
В 1961 году США начали размещение в Турции, около города Измира, 15 ракет средней дальности PGM-19 «Юпитер» с радиусом действия 2400 км, напрямую угрожавших европейской части Советского Союза, ракеты могли долететь до Москвы. Президент Кеннеди считал стратегическое значение этих ракет ограниченным, так как подводные лодки, вооружённые баллистическими ракетами, могли накрывать ту же территорию, имея преимущество в скрытности и огневой мощи. Тем не менее, в конце 1950-х ракеты средней дальности технологически превосходили межконтинентальные баллистические ракеты, которые в то время не могли постоянно находиться на боевом дежурстве. Другим преимуществом ракет средней дальности является малое подлётное время — менее 10 минут.
Советские стратеги осознали, что перед ударом этих ракет они практически беззащитны, но можно достичь некоторого ядерного паритета, пойдя на ответный шаг — разместив ракеты на Кубе. Советские ракеты средней дальности на кубинской территории, имея дальность стрельбы до 4000 км (Р-14), могли держать под прицелом Вашингтон и около половины авиабаз стратегических ядерных бомбардировщиков Стратегических ВВС США, с подлётным временем менее 20 минут.
Глава Советского Союза Хрущёв публично высказал своё возмущение фактом размещения ракет в Турции. Он считал эти ракеты личным оскорблением. Размещение ракет на Кубе считается непосредственным ответом Хрущёва на американские ракеты в Турции. В своих мемуарах Хрущёв пишет, что в первый раз идея разместить ракеты на Кубе пришла к нему в 1962 году, когда он возглавлял делегацию Советского Союза, посещавшую Болгарию по приглашению болгарских ЦК Компартии и правительства. Там один из его соратников, показывая в сторону Чёрного моря, сказал, что на противоположном берегу, в Турции, находятся ракеты, способные в течение 15 минут нанести удар по основным промышленным центрам СССР.

## Размещение ракет

### Предложение Хрущёва
20 мая 1962 года Хрущёв, сразу после возвращения из Болгарии, провёл в Кремле беседу с министром иностранных дел А. А. Громыко, А. И. Микояном и министром обороны Р. Я. Малиновским, в ходе которой изложил им свою идею: в ответ на постоянные запросы Фиделя Кастро об увеличении советского военного присутствия на Кубе разместить на острове ядерное оружие. 21 мая на заседании Совета обороны поставил этот вопрос на обсуждение. Больше всех был против такого решения Микоян, однако, в конце концов члены Президиума ЦК КПСС, входившие в Совет обороны, поддержали Хрущёва. Министерствам обороны и иностранных дел было поручено организовать скрытную переброску войск и военной техники по морю на Кубу. Из-за особой спешки план был принят без утверждения — к реализации приступили сразу после получения согласия Кастро.
28 мая из Москвы в Гавану вылетела советская делегация в составе посла СССР А. И. Алексеева, главнокомандующего РВСН маршала С. С. Бирюзова, генерал-полковника С. П. Иванова, а также Ш. Р. Рашидова. 29 мая они встретились с Раулем и Фиделем Кастро и изложили им предложение ЦК КПСС. Фидель попросил сутки на переговоры со своими ближайшими соратниками. Известно, что 30 мая у него состоялся разговор с Эрнесто Че Геварой, однако о сущности этого разговора до сих пор ничего не известно. В тот же день Кастро дал положительный ответ советским делегатам. Было решено, что Рауль Кастро в июле посетит Москву для уточнения всех деталей.

### Состав контингента

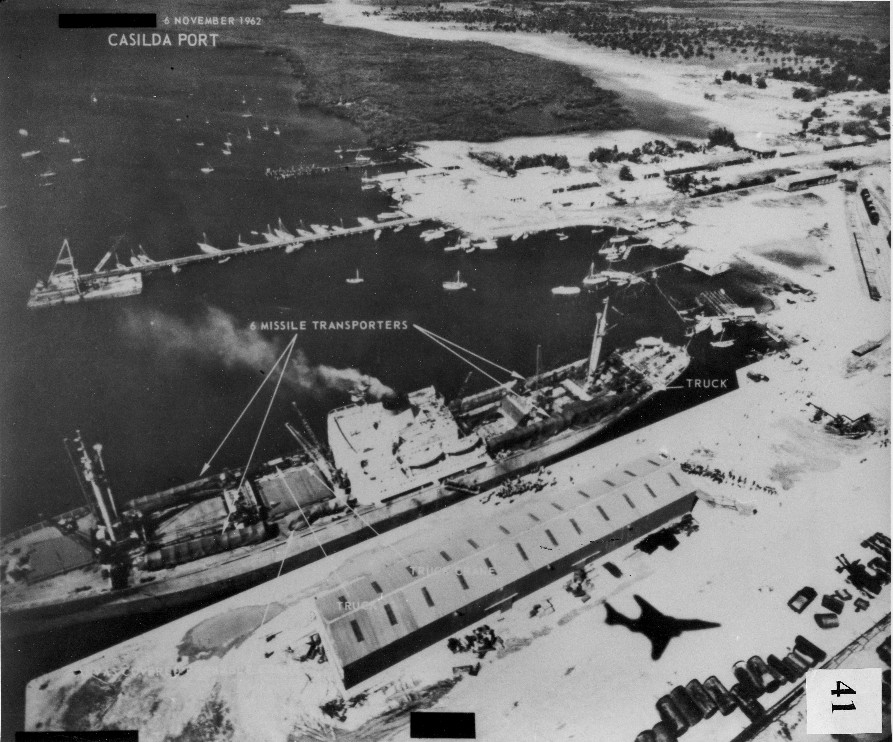
Турбоход «Физик Курчатов», одно из судов типа «Ленинский комсомол», в порту Касильда. На причале видна тень от F-101 «Вуду», самолёта-разведчика, сделавшего снимок

10 июня на заседании Президиума ЦК КПСС обсуждались результаты поездки советской делегации на Кубу. После доклада Рашидова Малиновский представил всем предварительный проект операции по переброске ракет, подготовленный в Генеральном штабе ВС СССР. План предполагал размещение на Кубе двух видов баллистических ракет: Р-12 с радиусом действия около 2000 км и Р-14, с дальностью в два раза больше. Оба типа ракет были снабжены термоядерными боеголовками мощностью 1 Мт.
Министр обороны СССР Малиновский также уточнил, что вооружённые силы разместят 24 ракеты среднего радиуса действия Р-12 и 16 ракет промежуточного радиуса действия Р-14 и оставят в резерве по половине от количества ракет каждого типа. Предполагалось снять 40 ракет с позиций в Украинской ССР и в европейской части России. После установки этих ракет на Кубе количество советских ядерных ракет, способных достичь территории США, увеличивалось в два раза.
Предполагалось направить на Кубу группу советских войск для боевого охранения пяти подразделений ядерных ракет (трёх Р-12 и двух Р-14). Помимо ракет, в состав группы входили также 1 вертолётный полк Ми-4, 4 мотострелковых полка, два танковых батальона, эскадрилья МиГ-21, 42 лёгких бомбардировщика Ил-28, 2 подразделения крылатых ракет с ядерными боеголовками 12 кт с радиусом действия 160 км, несколько батарей зенитных орудий, а также 12 установок С-75 (144 ракеты). Каждый мотострелковый полк насчитывал 2500 человек, танковые батальоны оснащались новейшими танками Т-55. Группа советских войск на Кубе (ГСВК) стала первой в истории СССР армейской группировкой, в состав которой вошли баллистические ракеты.
Кроме того, на Кубу направлялась и группировка ВМФ СССР: 2 крейсера, 4 эсминца, 12 ракетных катеров «Комар», 11 подводных лодок (из них 7 — с ядерными ракетами). Всего на остров планировалось отправить 50 874 военнослужащих. Позже, 7 июля Хрущёв принял решение назначить командующим группировкой И. А. Плиева.
Заслушав доклад Малиновского, Президиум ЦК единогласно проголосовал за проведение операции.

### Операция «Анадырь»
К июню 1962 года Генеральный штаб ВС СССР разработал операцию прикрытия под кодовым названием «Анадырь». Планировал и руководил операцией Маршал Советского Союза И. Х. Баграмян. По мнению составителей плана, это должно было ввести американцев в заблуждение в отношении места назначения грузов. Всем советским военнослужащим, техническому персоналу и другим сопровождавшим «груз» выдали лыжи, а также говорили, что они направляются на Чукотку. Для имитации достоверности намерений к портам приходили вагоны с шубами и дублёнками. Но несмотря на такое масштабное прикрытие, у операции был один существенный изъян: невозможно было скрыть ракеты от регулярно облетавших Кубу американских самолётов-разведчиков U-2. Таким образом, план заранее разрабатывался с учётом того, что американцы обнаружат советские ракеты до того, как все они будут смонтированы. Единственный выход, который сумели найти военные — разместить несколько зенитных батарей уже на Кубе в местах разгрузки.
Ракеты и прочую технику, а также личный состав доставили в шесть разных портов от Североморска до Севастополя. Для переброски войск выделили 85 кораблей. Ни один капитан перед отплытием не знал о содержимом трюмов, а также о пункте назначения. Каждому капитану вручили запечатанный пакет, который следовало вскрыть в море в присутствии замполита. В конвертах было предписание следовать на Кубу и избегать контакта с кораблями НАТО.
В начале августа на Кубу пришли первые корабли. Ночью 8 сентября в Гаване была разгружена первая партия баллистических ракет средней дальности, вторая партия прибыла 16 сентября. Штаб ГСВК расположился в Гаване. Дивизионы баллистических ракет развернули на западе острова близ деревни Сан-Кристобаль и в центре Кубы у порта Касильда. Основные войска были сконцентрированы вокруг ракет в западной части острова, однако несколько крылатых ракет и мотострелковый полк были переброшены на восток Кубы — в сотне километров от Гуантанамо и военно-морской базы США в заливе Гуантанамо. К 14 октября 1962 года на Кубу доставили все 40 ракет и большую часть оборудования.
Личный состав вооружённого контингента частей Советской Армии, размещенного на Кубе, составил около 40 тысяч солдат и офицеров.

## Полёты U-2
В 1962 году консультант ЦРУ был озадачен, когда увидел футбольные поля на берегу Кубы, отметив, что кубинцы играют в бейсбол, а вот русские предпочитают футбол. По наличию футбольного поля аналитик ЦРУ даже определил возможное место советской военной базы. Но Кеннеди потребовал более веских доказательств, поэтому дал добро на полеты самолёта U-2 над Кубой. Самолёт U-2 во время вылета в конце августа сфотографировал ряд строящихся позиций для зенитных ракет и 4 сентября Кеннеди заявил в Конгрессе, что на Кубе нет «наступательных» ракет. На самом же деле советские специалисты в это время уже строили девять позиций — шесть для Р-12 и три для Р-14 с дальностью 4000 км. До сентября 1962 самолёты ВВС США облетали Кубу дважды в месяц. С 5 сентября по 14 октября полёты были прекращены. С одной стороны, из-за плохой погоды, с другой — Кеннеди запретил их из опасения эскалации конфликта в случае, если американский самолёт будет сбит советской зенитной ракетой.
Первый полёт состоялся 14 октября (до 5 сентября полёты выполнялись с ведома ЦРУ, теперь же такие полёты перешли под контроль ВВС США) — самолёт-разведчик U-2 4080-го стратегического разведывательного крыла, пилотируемый майором Ричардом Хейзером, взлетел около 3 часов ночи с авиабазы Эдвардс в Калифорнии. Через час после восхода солнца Хейзер достиг Кубы. Полёт до Мексиканского залива занял у него 5 часов. Хейзер облетел Кубу с запада и пересёк береговую линию с юга в 7:31 утра. Самолёт пересёк всю Кубу почти точно с юга на север, пролетев над городами Тако-Тако, Сан-Кристобаль, Бахиа-Хонда. Эти 52 километра Хейзер преодолел за 12 минут.
Приземлившись на авиабазе в южной Флориде, Хейзер вручил плёнку ЦРУ. 15 октября аналитики ЦРУ установили, что на фотографиях — советские баллистические ракеты средней дальности Р-12 («SS-4» по классификации НАТО). Вечером того же дня эта информация была доведена до сведения высшего военного руководства США. Утром 16 октября в 8:45 фотографии показали президенту. После этого по приказу Кеннеди полёты над Кубой участились в 90 раз: с двух раз в месяц до шести раз в день.

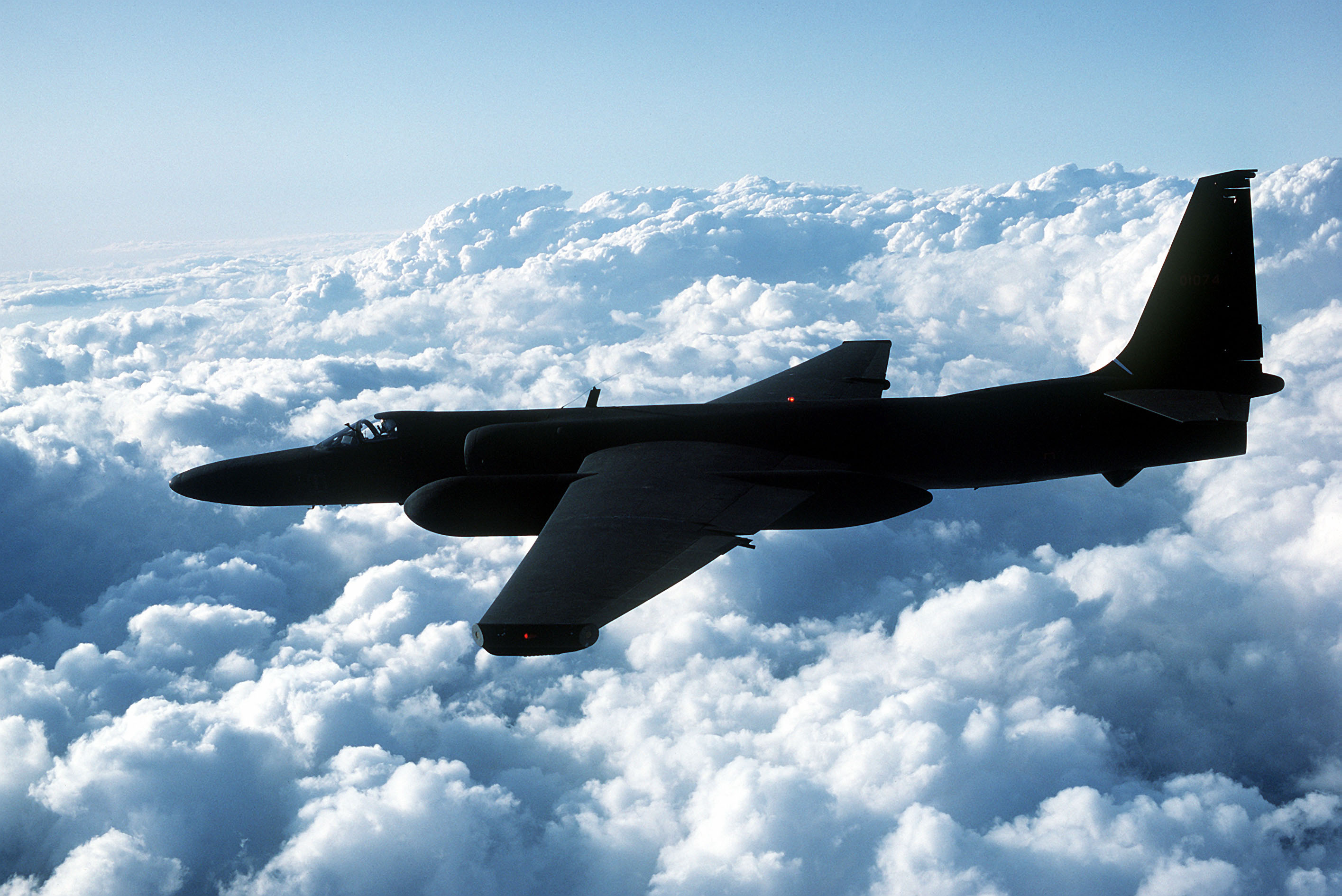
Самолёт-разведчик Lockheed U-2
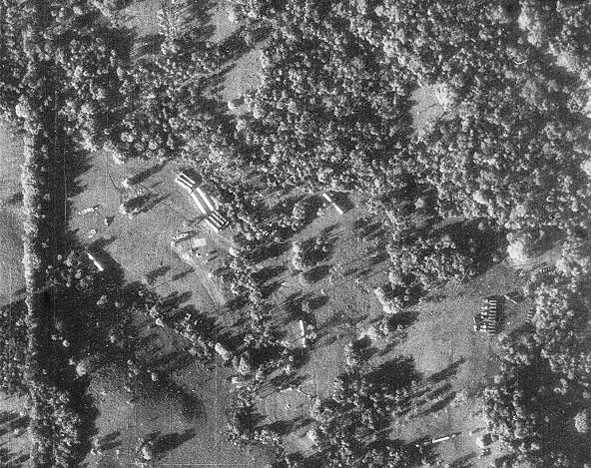
Первый снимок ракет от 14 октября
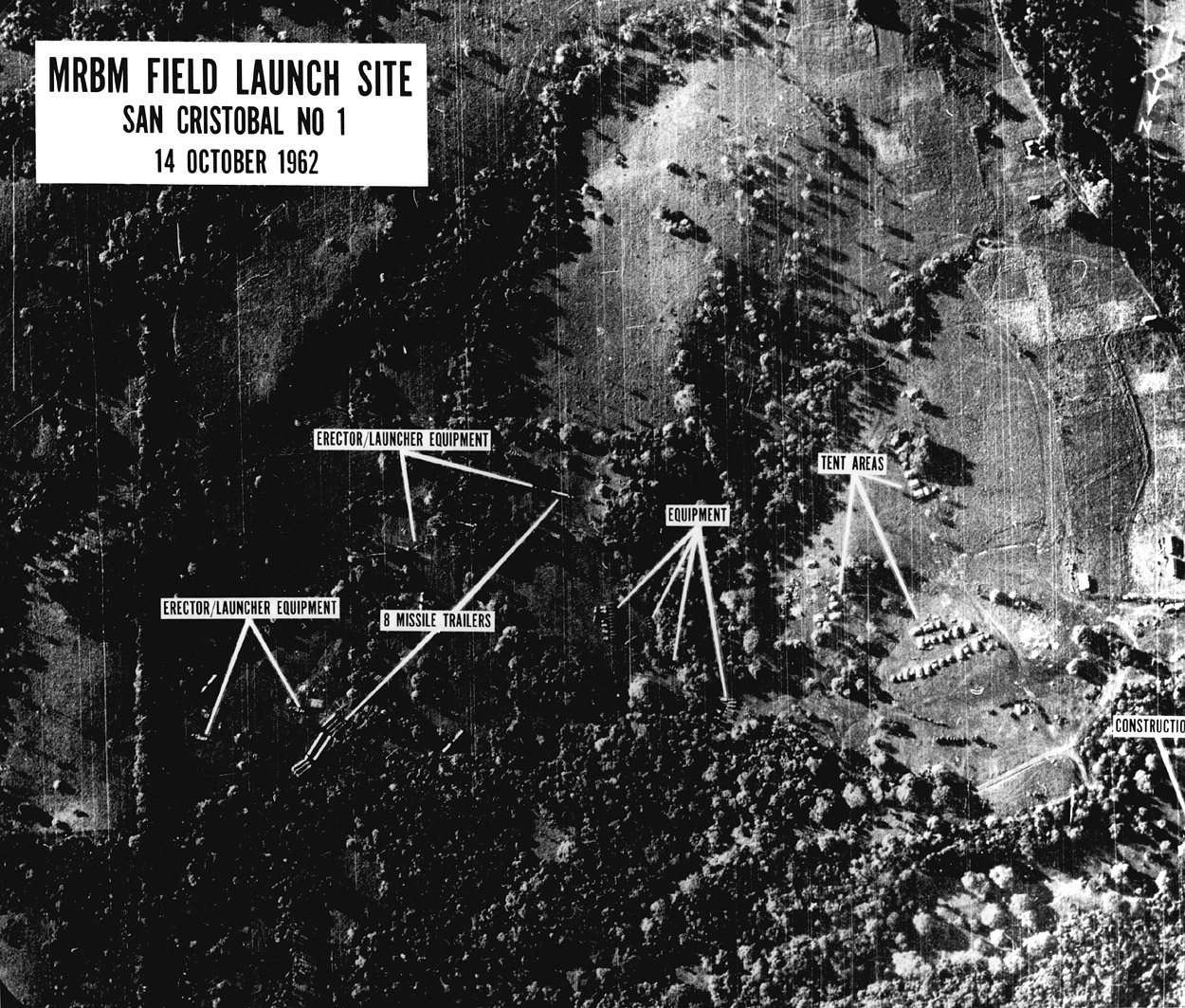
Фото, представленное Кеннеди 16 октября
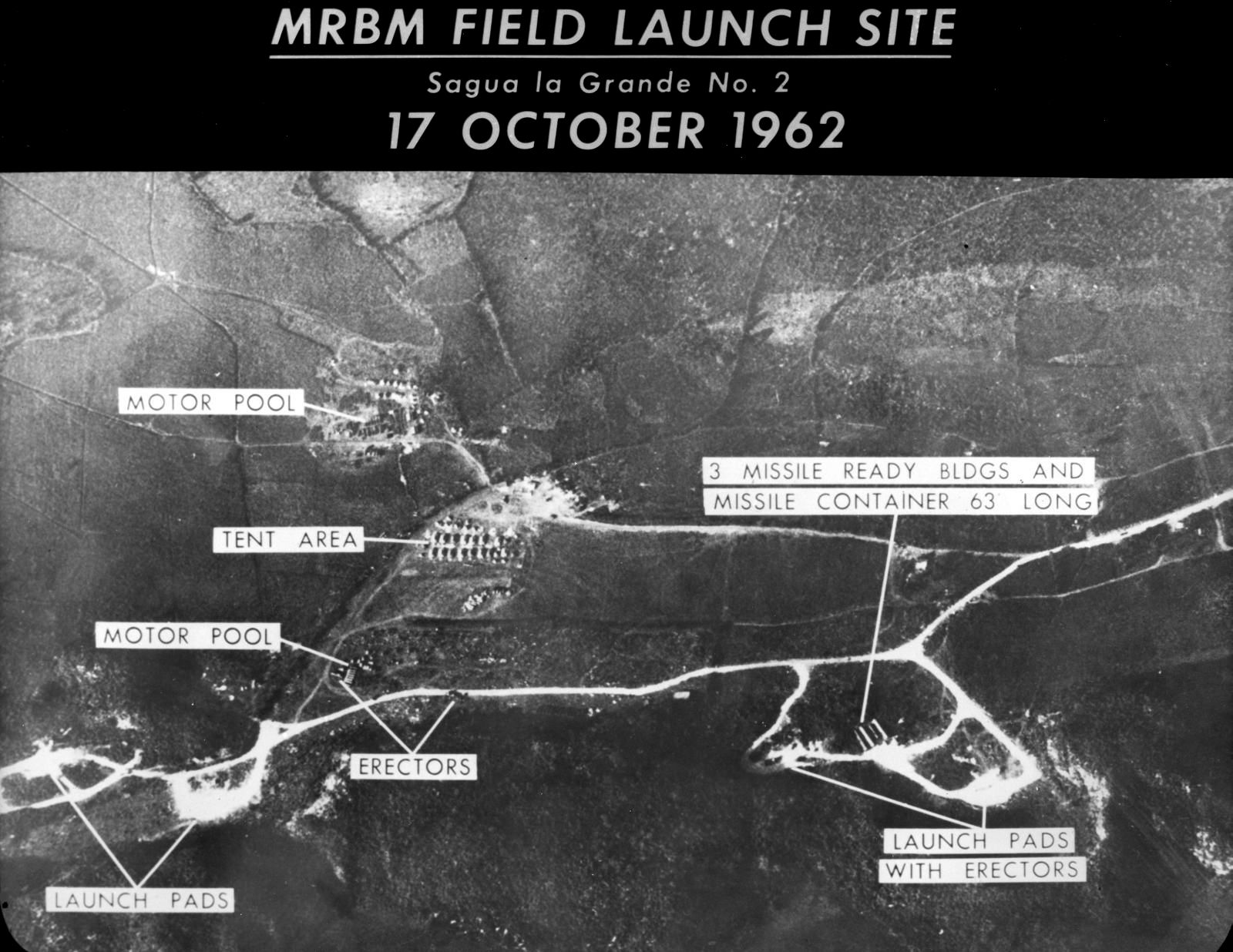
Сагуа-ла-Гранде 17 октября
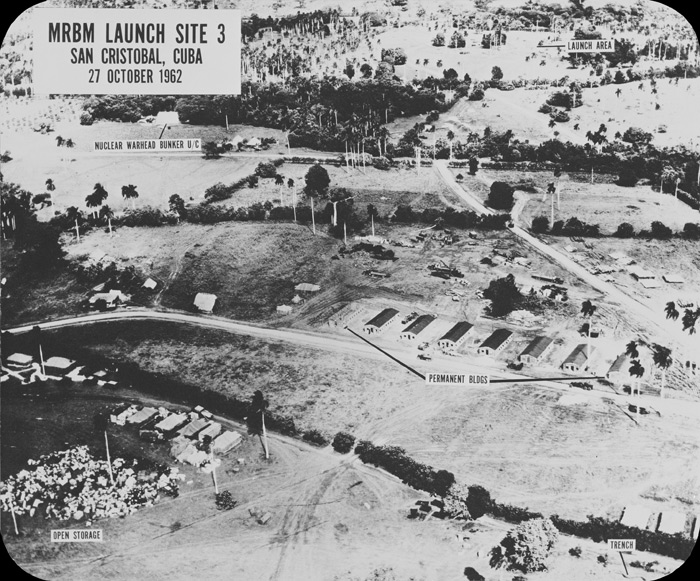
Фото, сделанное в ходе полёта на малой высоте 27 октября
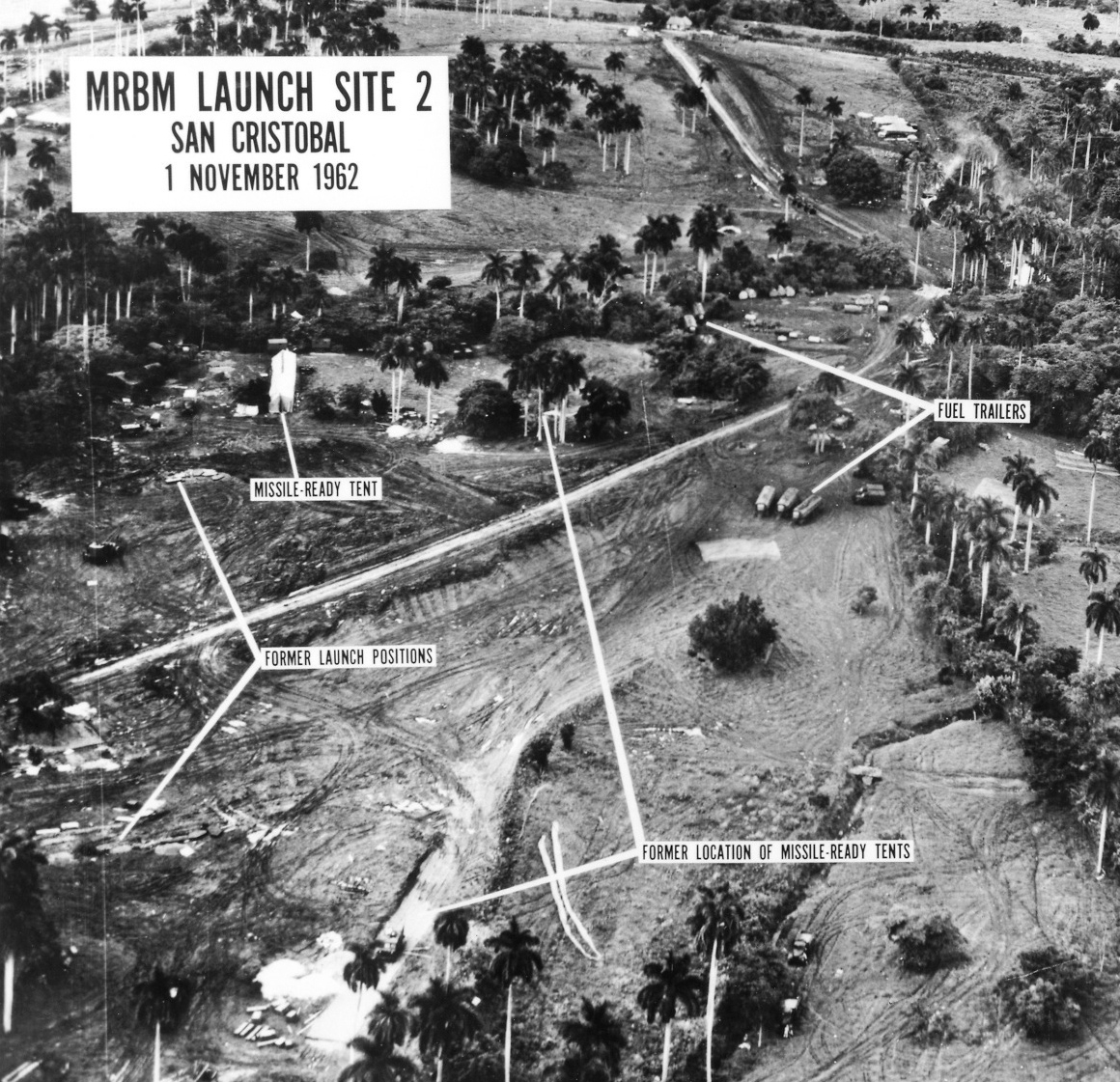
Демонтаж ракет 1 ноября
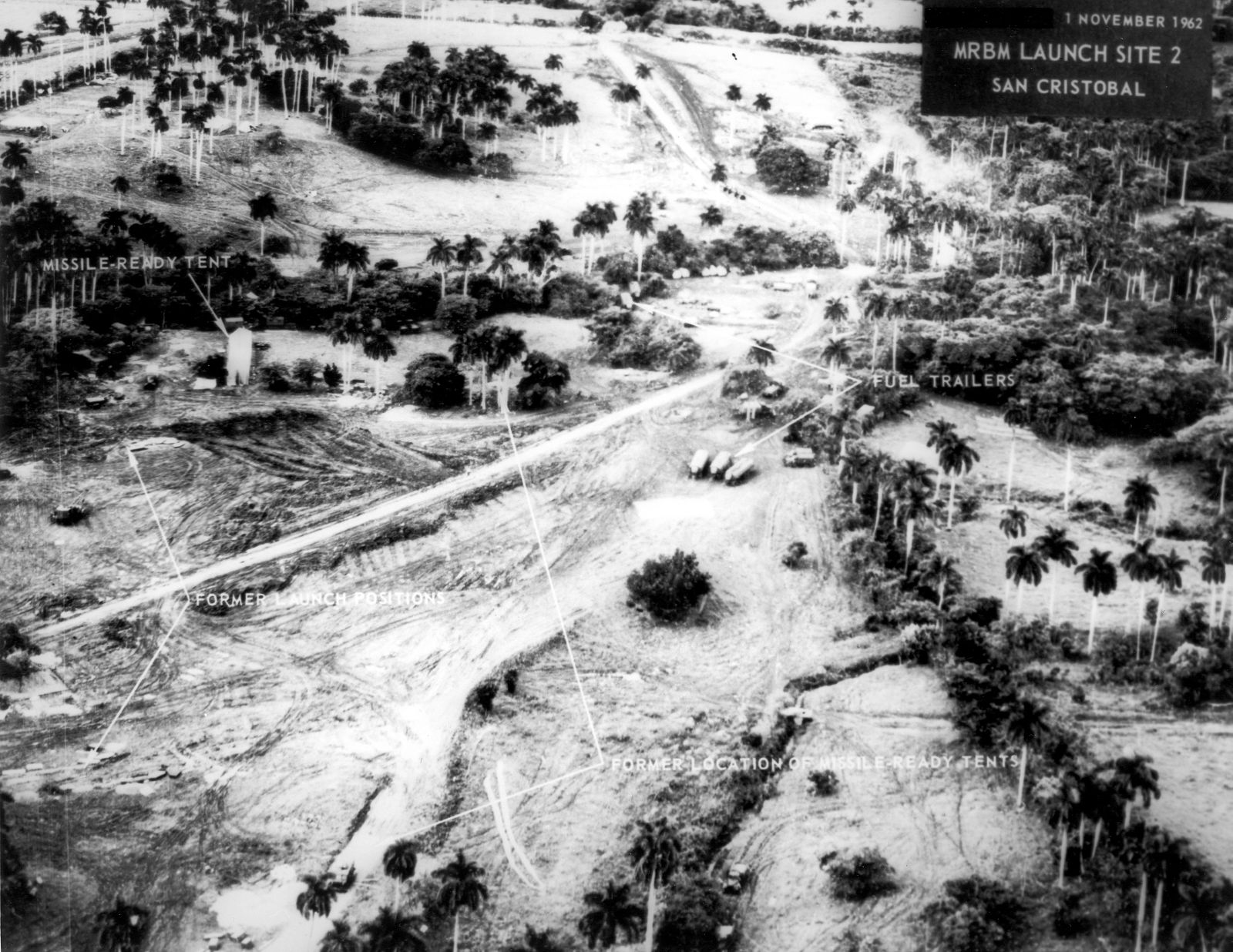
Сан-Кристобаль 1 ноября
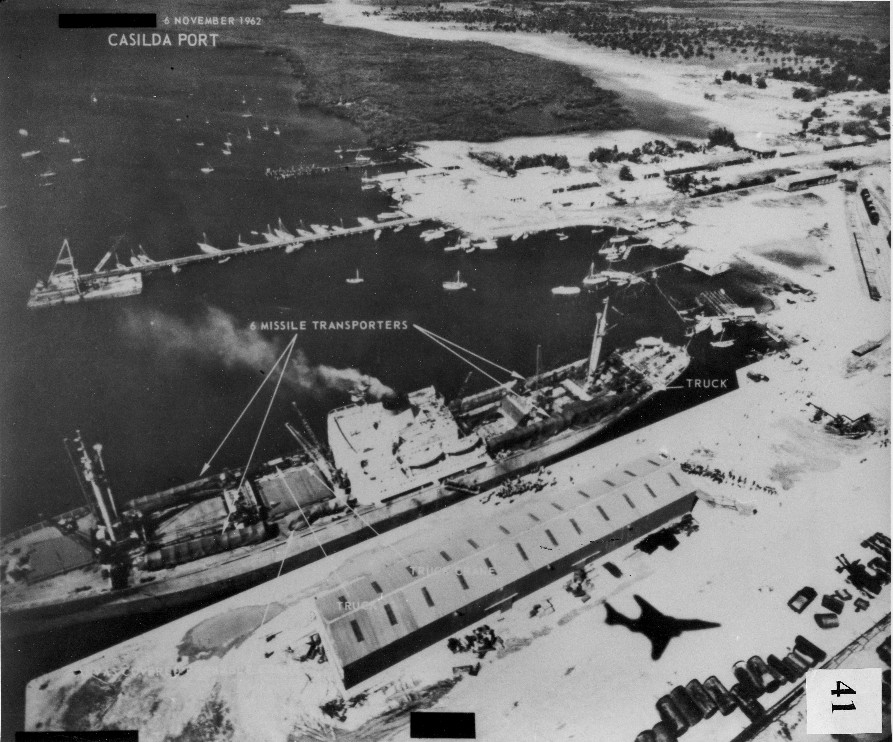
Погрузка ракет 1 ноября

## Реакция США

### Выработка возможных мер противодействия

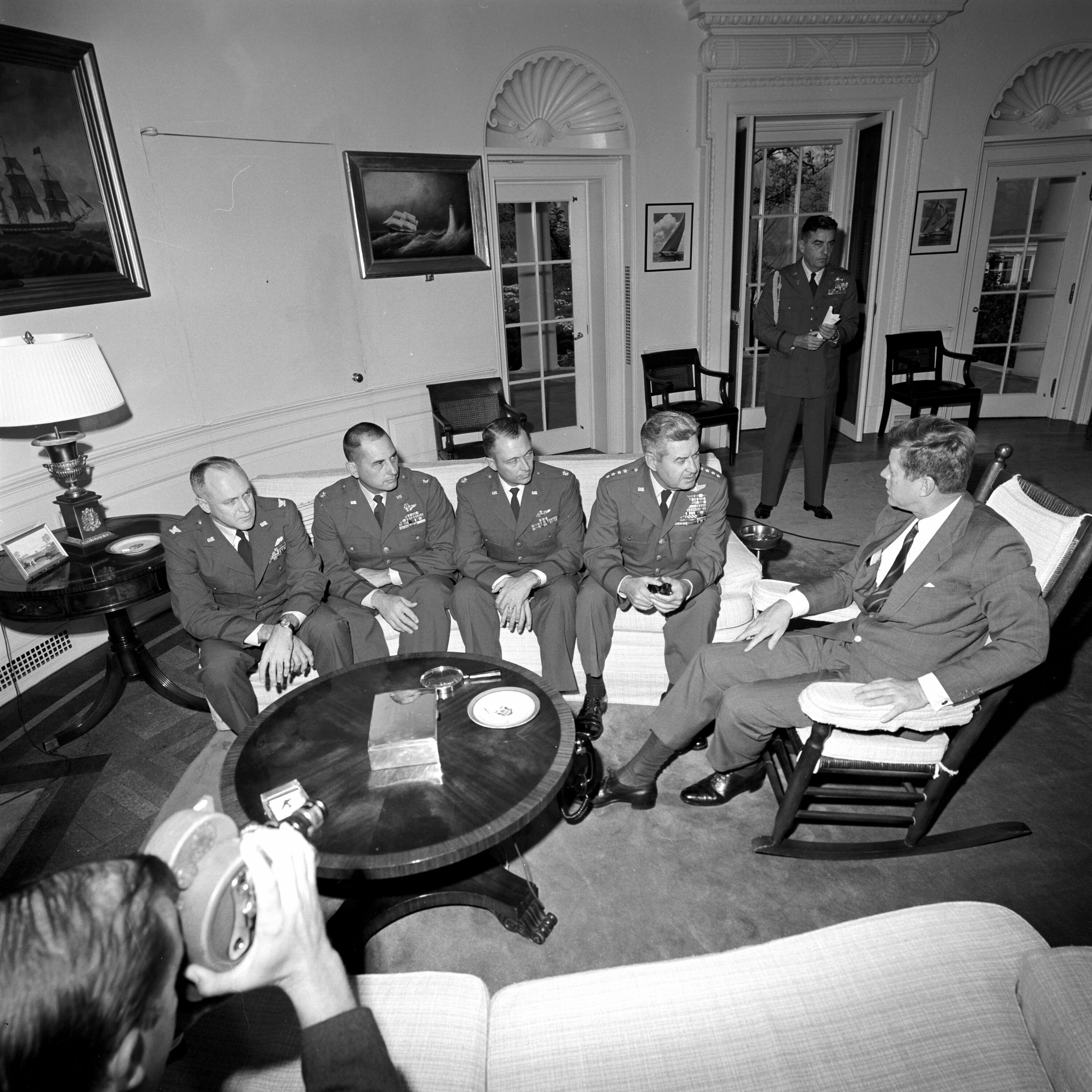
Джон Кеннеди на совещании с командующим ВВС США

Получив фотографии, свидетельствовавшие о советских ракетных базах на Кубе, президент Кеннеди собрал особую группу советников на секретное совещание в Белом доме. Эта группа из 14 человек, ставшая позднее известной как «Исполнительный комитет» (EXCOMM), состояла из членов Совета национальной безопасности США и нескольких специально приглашённых советников. Вскоре комитет предложил президенту три возможных варианта разрешения ситуации: уничтожить ракеты точечными ударами, провести полномасштабную военную операцию на Кубе или ввести морскую блокаду острова.
Немедленный бомбовый удар был отвергнут сразу же, так же, как и обещавшее длительную задержку обращение в ООН. Реальными вариантами действий, рассматривавшимися комитетом, были только военные меры. Дипломатические, едва затронутые в первый день работы, были тут же и отвергнуты — ещё до того, как началось основное обсуждение. В итоге выбор свели к военно-морской блокаде и ультиматуму, либо к полномасштабному вторжению.
Председатель объединённого комитета начальников штабов (ОКНШ) генерал Тэйлор и начальник штаба воздушных сил США генерал ЛеМей выступили с предложением начать вторжение. По их мнению, Советский Союз не решился бы на серьёзные контрмеры. В порядке подготовки к вторжению началась переброска войск во Флориду. Военные торопили президента отдать приказ о вторжении, поскольку опасались, что когда СССР установит все ракеты, будет уже поздно. Агентурные данные ЦРУ о численности советских войск на Кубе уже к тому моменту были существенно ниже реальных. Американцы также не знали о 12 тактических ядерных ракетных комплексах «Луна», уже находившихся на острове, которые могли быть задействованы по приказу генерала Плиева, командующего советскими силами на острове. Вторжение могло повлечь за собой ядерный удар по американскому десанту, причём с катастрофическими последствиями.
Следует добавить, что ко времени конфликта американское правительство было осведомлено о реальном соотношении ядерных вооружений благодаря материалам своего агента Пеньковского. Переданные им фотографии позволили также идентифицировать типы ракет на полученных снимках. Таким образом, американцы могли решить, что Хрущёв блефует и соответственно отреагировать — ввиду своего многократного ядерного превосходства.
Конгресс США настаивал на интервенции на Кубу. Уже 27 сентября 1962 года совместная резолюция обеих палат № 230 дала право президенту страны использовать вооружённые силы против Кубы, а 4 октября Конгресс США рекомендовал правительству США начать интервенцию на Кубу силами ОАГ.
Так или иначе, идея вторжения подверглась критике президента: Кеннеди опасался, что «даже в том случае, если на Кубе советские войска не предпримут активных действий, ответ последует в Берлине», что приведёт к эскалации конфликта. Поэтому по предложению министра обороны Макнамары было решено рассмотреть возможность военно-морской блокады Кубы.

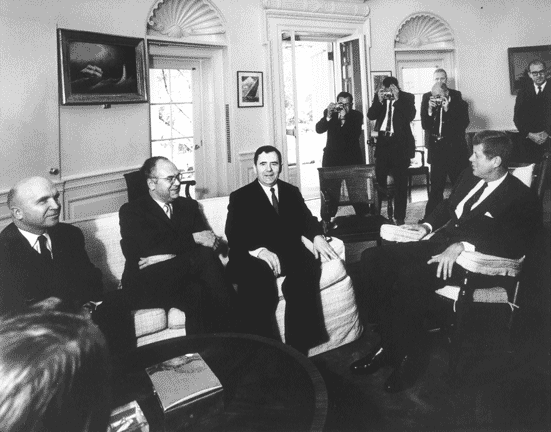
Громыко и Добрынин на приёме у Кеннеди уверяют его, что на Кубе нет наступательного оружия СССР

18 октября президента США посетил министр иностранных дел СССР Громыко вместе с послом СССР в США Добрыниным. По некоторым данным, Громыко категорически отрицал наличие любого «наступательного» вооружения на Кубе. В своих же мемуарах он писал, что разговор на той встрече шёл в основном о Берлине и других международных вопросах, а инициатором беседы о Кубе был он сам. Более того, по его словам, президент США не спрашивал Громыко о наличии на острове советских ракет и не строил вслух никаких предположений по этому поводу, пытаясь его спровоцировать. Наличие «наступательного» вооружения на Кубе отрицал и офицер ГРУ Г. Н. Большаков, участвовавший в конфиденциальных переговорах с министром юстиции США, братом президента Робертом Кеннеди.
Тем не менее 19 октября очередной полёт U-2 выявил ещё несколько смонтированных ракетных позиций, эскадрилью Ил-28 у северного побережья Кубы и дивизион крылатых ракет, нацеленных на Флориду.
Решение о введении блокады было принято на итоговом голосовании вечером 20 октября: за блокаду проголосовали сам президент Кеннеди, госсекретарь Дин Раск, министр обороны Роберт Макнамара и специально вызванный для этого из Нью-Йорка посол США в ООН Эдлай Стивенсон.
Однако согласно международному праву блокада является актом войны, в то время как ни размещение ракет в Турции, ни ответное размещение ракет на Кубе никаких соглашений не нарушало. Таким образом, США оказывались в роли стороны, развязавшей войну. В связи с этим при обсуждении такого варианта возникали опасения по поводу реакции не только Советского Союза, но и мирового сообщества. Поэтому решение о введении блокады было вынесено на обсуждение Организации американских государств (ОАГ). Опираясь на Пакт Рио, ОАГ единогласно поддержала введение санкций против Кубы. Акция была названа не «блокадой», а «карантином», что означало не полное прекращение морского сообщения, а лишь препятствие поставкам вооружений. Было решено ввести карантин 24 октября с 10 утра по местному времени.
Между тем, к 19 октября данные съёмок U-2 показали четыре законченные пусковые позиции. Поэтому в дополнение к блокаде военное командование США начало подготовку к возможному вторжению по первому сигналу. На юг страны, в штат Джорджия, была переведена 1-я танковая дивизия и пять общевойсковых дивизий были приведены в состояние повышенной боеготовности.
Стратегическое командование ВВС перебазировало бомбардировщики среднего радиуса действия B-47 Stratojet в гражданские аэропорты и перевело в режим постоянного патрулирования флот стратегических бомбардировщиков B-52 Stratofortress.

### Карантин
С военно-морской блокадой было много проблем. Был вопрос законности: как отметил Фидель Кастро, в установке ракет не было ничего незаконного. Они, разумеется, являлись угрозой для США, но в Европе были размещены аналогичные ракеты, нацеленные на СССР: 60 ракет «Тор» в четырёх эскадронах около Ноттингема в Великобритании; 30 ракет «Юпитер» среднего радиуса в двух эскадронах в южной Италии (авиабаза «Джиойя дель Колле»); 15 ракет «Юпитер» в одном эскадроне около Измира в Турции (Çiğli Air Base). Затем была проблема советской реакции на блокаду: не начнётся ли вооружённый конфликт с эскалацией ответных действий?
22 октября Кеннеди обратился к американскому народу (и советскому правительству) в телевизионном выступлении. Он подтвердил присутствие ракет на Кубе и объявил военно-морскую блокаду в виде карантинной зоны в 500 морских миль (926 км) вокруг берегов Кубы, предупредив, что вооружённые силы «готовы к любому развитию событий», и осудив Советский Союз за «секретность и введение в заблуждение». Кеннеди отметил, что любой ракетный запуск с территории Кубы в сторону любого из американских союзников в западном полушарии будет расценён как акт войны против США.
Американцы получили твёрдую поддержку со стороны своих европейских союзников. Организация американских государств также единогласно проголосовала за резолюцию в поддержку карантина. Хрущёв заявил, что блокада незаконна и что любой корабль под советским флагом будет её игнорировать. Он пригрозил, что, если советские корабли будут атакованы американскими, ответный удар последует немедленно.
24 октября в 10:00 блокада вступила в силу. 180 кораблей ВМС США окружили Кубу с чётким приказом ни в коем случае не открывать огонь по советским судам без личного приказа президента. К этому времени на Кубу шли 30 кораблей и судов, везущие ракеты для двух дивизионов БРСД. Кроме того, к Кубе приближались 4 дизельные подводные лодки операции «Кама». На борту «Александровска» находились 24 боеголовки для БРСД и 44 — для крылатых ракет. Хрущёв решил, что подводным лодкам и четырём судам с ракетами Р-14 — «Артемьевску», «Николаеву», «Дубне» и «Дивногорску» — следует продолжать идти прежним курсом. Стремясь свести к минимуму возможность столкновения советских кораблей с американскими, советское руководство решило развернуть остальные, не успевшие добраться до Кубы корабли домой.
Одновременно с этим Президиум ЦК КПСС решил привести Вооружённые силы СССР и стран Варшавского договора в состояние повышенной боеготовности. Отменили все увольнения. Срочникам, готовившимся к демобилизации, было предписано оставаться на местах несения службы до дальнейших распоряжений. Хрущёв отправил Кастро ободряющее письмо, заверив в непоколебимости позиции СССР при любых обстоятельствах. Тем более, он знал, что существенная часть советского оружия уже добралась до Кубы.

## Обострение кризиса

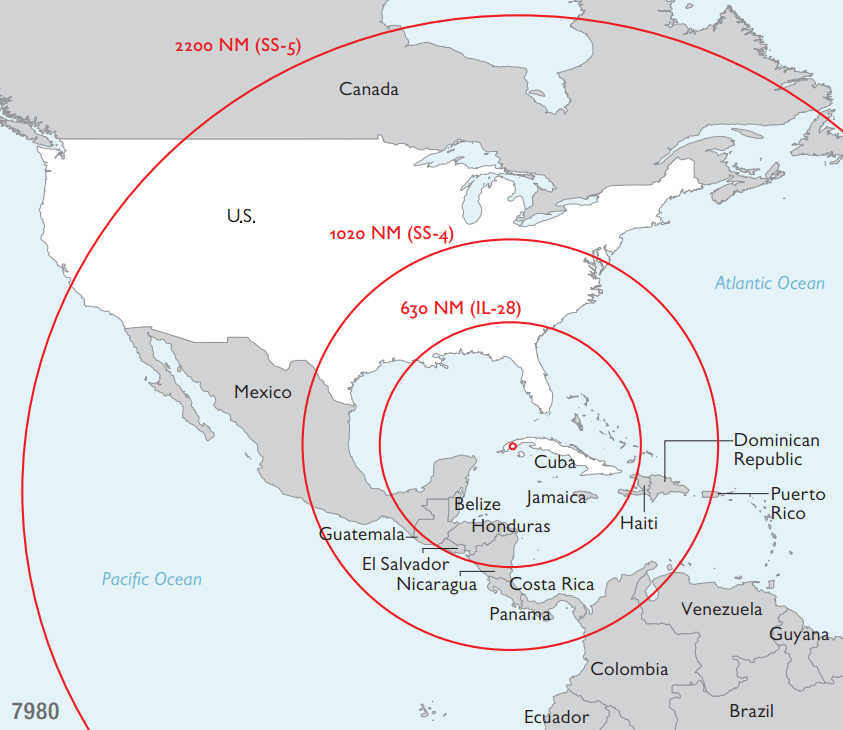
Покрытие североамериканского континента советскими бомбардировщиками Ил-28 и баллистическими ракетами Р-12 и Р-14, дислоцированными на Кубе.

Вечером 23 октября Роберт Кеннеди отправился в советское посольство в Вашингтоне. Добрынин сообщил ему, что знает об инструкциях, полученных капитанами советских кораблей: не выполнять незаконные требования в открытом море. Перед уходом Кеннеди сказал: «Не знаю, чем всё это кончится, но мы намерены остановить ваши суда».
24 октября Хрущёв узнал, что «Александровск» благополучно добрался до Кубы. Одновременно с этим ему пришла короткая телеграмма от Кеннеди, в которой тот призвал Хрущёва «проявить благоразумие» и «соблюдать условия блокады». Президиум ЦК КПСС собрался на заседание, чтобы обсудить официальный ответ на введение блокады. В тот же день Хрущёв направил президенту США письмо, в котором обвинил его в том, что тот ставит «ультимативные условия». Хрущёв назвал карантин «актом агрессии, толкающим человечество к пучине мировой ракетно-ядерной войны». В письме Первый секретарь предупредил Кеннеди, что «капитаны советских кораблей не станут соблюдать предписания американских ВМС», а также что «если США не прекратят своих пиратских действий, правительство СССР примет любые меры для обеспечения безопасности судов».

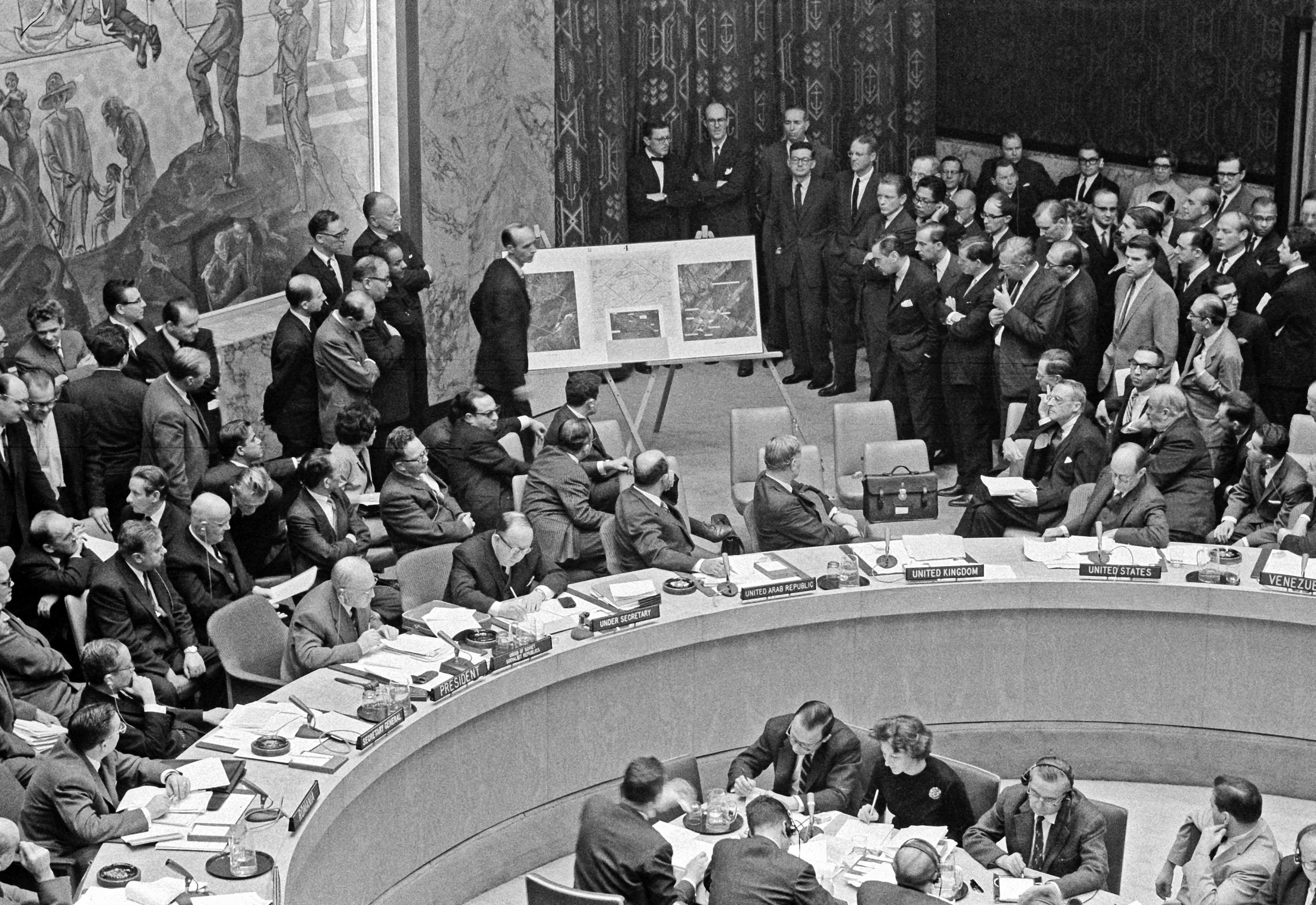
Эдлай Стивенсон демонстрирует аэрофотоснимки пусковых установок советских ракет на Кубе Совету Безопасности ООН

25 октября на экстренном заседании Совета Безопасности ООН разыгралась одна из самых памятных сцен в истории ООН. Представитель США Стивенсон обвинил СССР в размещении ракет на Кубе и потребовал от советского представителя Зорина (который, как и большинство советских дипломатов, не подозревал об операции «Анадырь») дать ответ относительно присутствия ракет на Кубе: «Позвольте мне задать вам один простой вопрос: отрицаете ли вы, посол Зорин, тот факт, что СССР разместил и размещает на Кубе ракеты среднего радиуса действия и пусковые установки для таких ракет? Да или нет? Не ждите перевода. Да или нет?» Зорин ответил: «Я не нахожусь в американском суде! И поэтому не хочу отвечать на вопрос, который задаётся в прокурорском плане. В своё время вы получите ответ!» Стивенсон возразил: «Сейчас вы находитесь перед судом мирового общественного мнения и можете ответить просто „да“ или „нет“. Вы отрицали существование ракет на Кубе. Я хочу убедиться, правильно ли я вас понял». Зорин: «Продолжайте вашу речь, господин Стивенсон. В своё время вы получите ответ!» В этот момент помощники Стивенсона внесли в зал Совета Безопасности увеличенные аэрофотоснимки пусковых установок советских ракет на Кубе.

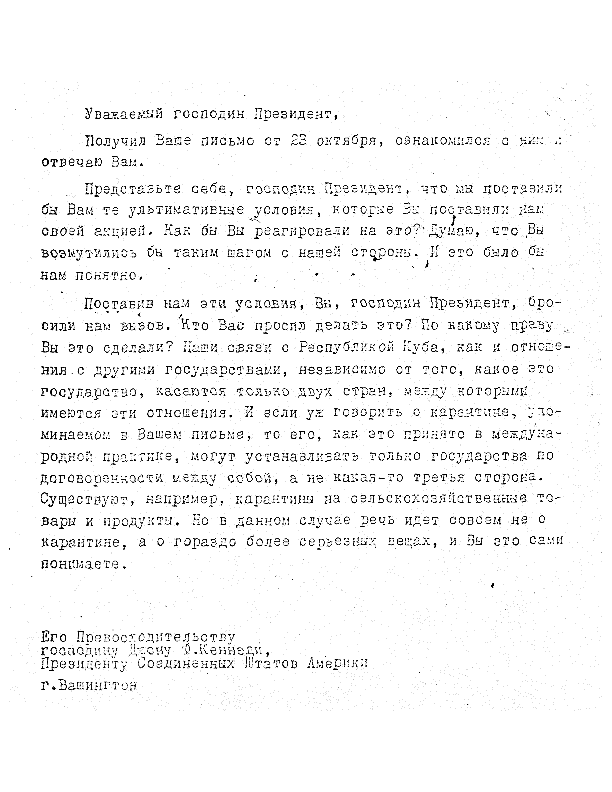
Письмо Хрущёва Кеннеди от 24 октября 1962 г.

Одновременно с этим Кеннеди отдал приказ повысить боевую готовность Вооружённых сил США до уровня DEFCON-2 (первый раз в истории США).
Тем временем, в ответ на послание Хрущёва, в Кремль пришло письмо Кеннеди, в котором он указал на то, что «советская сторона нарушила свои обещания в отношении Кубы и ввела его в заблуждение». На сей раз Хрущёв решил не идти на конфронтацию и начал искать возможные выходы из сложившейся ситуации. Он объявил членам Президиума, что «невозможно хранить на Кубе ракеты, не вступая в войну с США». На заседании было решено предложить американцам демонтировать ракеты в обмен на гарантии США оставить попытки сменить государственный строй на Кубе. Брежнев, Косыгин, Козлов, Микоян, Пономарёв и Суслов поддержали Хрущёва. Громыко и Малиновский при голосовании воздержались. После заседания Хрущёв неожиданно обратился к членам Президиума: «Товарищи, давайте вечером пойдём в Большой театр. Наши люди и иностранцы увидят нас, может, и это успокоит их».
Фёдор Бурлацкий вспоминал:

У нас всё было намного спокойнее, чем у американцев. Всё-таки мы понимали, что американцы — цивилизованные люди, что они не пойдут на ядерную войну, которая может ополовинить их население. Американцы же подозревали в нас разбойников в некотором смысле. Но мне лично Макнамара потом сказал, что 27-го числа, вечером, он думал: увижу ли я завтра восход солнца? То есть они были потрясены больше, чем мы. Да и более информированы. Печать шумела, население готовило убежища.

### Второе письмо Хрущёва
26 октября утром Хрущёв принялся за составление нового, менее воинственного послания Кеннеди. В письме он впервые признавал, что на Кубе есть советские ракеты и предложил американцам вариант демонтажа установленных ракет и возвращения их в СССР. В обмен он требовал гарантий того, что «Соединённые Штаты не вторгнутся своими войсками на Кубу и не будут поддерживать никакие другие силы, которые намеревались бы совершить вторжение на Кубу». Хрущёв писал:
Мы с вами не должны тянуть за концы каната, на котором вы завязали узел войны, потому, что, чем крепче мы оба будем тянуть, тем сильнее стянется узел, и придёт время, когда узел будет так туго стянут, что даже тот, кто завязал его, не в силах будет развязать, и придется разрубить… Давайте не только перестанем тянуть за концы каната, но примем меры к тому, чтобы узел развязать. Мы к этому готовы.
Хрущёв составил это письмо в одиночку, не собирая Президиум ЦК КПСС. Позднее в Вашингтоне была версия, что второе письмо писал не Хрущёв и что в СССР, возможно, произошёл государственный переворот. Другие считали, что Хрущёв, наоборот, ищет помощи в борьбе против сторонников жёсткой линии в рядах руководства Вооружённых сил СССР. Письмо пришло в Белый дом в 10 часов утра. Ещё одно условие было передано в открытом обращении по радио утром 27 октября: вывести американские ракеты из Турции.

### Секретные переговоры
В пятницу, 26 октября, в 13:00 по вашингтонскому времени в Белый дом поступило сообщение от корреспондента телекомпании «ABC News» Джона Скали о его встрече в ресторане «Оксидентал» с резидентом КГБ в Вашингтоне Александром Фоминым (настоящее имя — Александр Феклисов). Тот выразил озабоченность по поводу нарастания напряжённости и предложил Скали обратиться к своим «высокопоставленным друзьям в Госдепартаменте» с предложением поиска дипломатического решения, предупредив, что в случае вторжения американцев на Кубу СССР может нанести ответный удар в другом районе мира. Скали получил соответствующие инструкции и — через несколько часов — на новой встрече с Фоминым обсудил с ним возможный вариант выхода из кризиса: удаление советских ракет с Кубы в обмен на снятие блокады с острова и публичный отказ от вторжения.
После этого американское руководство известило Фиделя Кастро через посольство Бразилии, что в случае вывода наступательных вооружений с Кубы «вторжение будет маловероятно».

### Соотношение сил на момент кризиса — США
На момент кризиса США располагали крупнейшим ядерным и обычным арсеналом и многочисленными средствами доставки.
Его основу составляли межконтинентальные баллистические ракеты SM-65 Atlas, базировавшиеся в США. В наличии на 1962 год было 144 этих МБР с боеголовками 1,44 Мт W49 и 3,75 Мт W38. Ракеты были развёрнуты в трёх модификациях (радиокомандный SM-65D, инерциально-наводящиеся SM-65E и SM-65F), на постоянном дежурстве находилось около 129 ракет, из которых половина хранилась в защищённых подземных шахтах (остальные — в наземных или заглублённых железобетонных укрытиях). Время подготовки ракет к запуску составляло от 10 до 30 минут. Также в наличии имелось около 60 МБР SM-68 Titan-I с 3,75 Мт W38.
Арсенал МБР дополнялся БРСД PGM-19 Jupiter, радиусом действия 2400 км. 30 таких ракет было развёрнуто в южной Италии и 15 — в Турции. В Великобритании были развёрнуты 60 ракет PGM-17 Thor со сходными характеристиками.
Основу наступательной мощи ВВС, помимо МБР, составлял парк стратегических бомбардировщиков: более 800 межконтинентальных бомбардировщиков B-52 и B-36, свыше 2000 бомбардировщиков B-47 (боевой радиус — 3797 км) и около 150 сверхзвуковых B-58 (боевой радиус — 4167 км).
Для их оснащения имелся арсенал из более чем 547 сверхзвуковых ракет AGM-28 Hound Dog радиусом действия до 1200 км и тысяч свободнопадающих ядерных бомб различного эквивалента. Позиции ВВС США в Северной Канаде, на Аляске и в Гренландии позволяли осуществлять трансполярные атаки СССР.
ВМС располагали 8 ПЛАРБ с ракетами «Поларис» радиусом действия 1600 км и 11 ударными авианосцами, включая атомный «Энтерпрайз», способными нести бомбардировщики-носители ядерного оружия A-3. Также в наличии имелись атомные и дизельные подлодки, которые несли суммарно около 15 ракет «Регулус».
Для обороны территории США была развёрнута система ПВО, опиравшаяся на три линии радаров раннего предупреждения о воздушном нападении. Крайняя линия — линия DEW (Distant Early Warning) шла по северной границе Канады. Основные промышленные районы, крупные населённые и стратегические центры были прикрыты зенитно-ракетными комплексами MIM-14 Nike-Hercules и сверхдальнобойными ЗРК CIM-10 Bomarc c ядерной БЧ 7-10 Кт W40. Комплексы MIM-14 Nike-Hercules также обладали потенциальной возможностью поражать боеголовки баллистических ракет при помощи ядерных БЧ от 2 до 30 Кт.
Систему ПВО поддерживал флот пилотируемых перехватчиков F-101 Voodoo, F-106 Delta Dart, F-89 Scorpion, насчитывавший более 3000 единиц с различными видами управляемого оружия, включая ядерные ракеты «воздух-воздух» AIR-2 Genie. Управление перехватчиками осуществляла полуавтоматическая система наземного наведения SAGE.

### Соотношение сил на момент кризиса — СССР
Ядерный арсенал СССР был гораздо скромнее американского (стратегический — несравненно). Его значительную часть составляли ракеты Р-7, межконтинентальные, но весьма несовершенные, с длительным временем подготовки и низкой надёжностью. Имелось всего четыре стартовых комплекса в Плесецке, пригодных для боевого запуска. Более совершенные ракеты Р-16 были развёрнуты ещё в недостаточном количестве и, так же, как и Р-7, не защищены от возможной атаки против самих пусковых установок (открытых). К моменту Карибского кризиса число МБР СССР достигло 75 штук, но одновременно могло быть запущено не более 25.
На вооружении также находилось около 700 баллистических ракет средней дальности Р-12 и Р-14.
Стратегические ВВС СССР были слабее ВВС США. Их основу составляли межконтинентальные бомбардировщики Ту-95, 3М и М-4, около 1000, не способных без вылета из ГДР, Мурманской обл. или Камчатки долететь до территории США бомбардировщиков Ту-4 (практическая дальность с 3000 кг бомб — 6200 км) и Ту-16 (боевой радиус — 3150 км). На вооружении имелись крылатые ракеты радиусом действия до 600 км (Х-20, мощность БЧ — 0,8—3 Мт).
ВМФ СССР включал 25 подводных лодок, оснащённых ядерными баллистическими ракетами: пять атомных (ПЛАРБ) проекта 658 и двадцать дизельных (ПЛРБ) проекта 629. Эти подлодки и их ракеты радиусом действия 650 км были менее совершенными, чем их американские аналоги, были довольно шумными и имели надводный старт ракет (в три раза меньшей дальности), что подвергало их демаскировке. Также в наличии имелись четыре атомных 659 и двенадцать дизельных 644 и 665 подлодок с 60 крылатыми ракетами П-5.
Система ПВО СССР по структуре была объектовой, основанной на широком развёртывании вокруг только самых крупных охраняемых объектов ЗРК С-75. Существовали варианты ракет, снаряжавшихся специальной (ядерной) боевой частью. Такие ракеты предназначалась для поражения групповых целей. Возможности раннего предупреждения были крайне ограничены ввиду неполноты радарного покрытия Сибири. На вооружении отсутствовали ЗРК, имевшие дальность более 35 км.
Систему ПВО поддерживал флот истребителей и перехватчиков Як-25, Як-27, Як-28П, Су-7, Су-9, Су-11, Миг-17, Миг-19, Миг-21, насчитывавший более 5000 единиц с различными видами управляемого оружия. Наведение истребителей на цели осуществлялось системой автоматизированного управления истребительной авиацией «Воздух-1».
Система ПВО Москвы (С-25, 56 полков) имела возможность отражения массированного налёта авиации противника с участием до 1200 самолётов. В штатном составе полка ПВО Москвы С-25 находилось три ракеты с ядерными БЧ (мощность — 20 кт, радиус поражения — 2000 м).

## Чёрная суббота
Тем временем в Гаване политическая обстановка накалилась до предела. Кастро стало известно о новой позиции Советского Союза, и он сразу же направился в советское посольство. Команданте решил написать Хрущёву письмо, чтобы подтолкнуть его к более решительным действиям. Ещё до того, как Кастро закончил письмо и отправил его в Кремль, глава резидентуры КГБ в Гаване известил Первого секретаря о сути послания: «По мнению Фиделя Кастро, интервенция почти неминуема и произойдёт в ближайшие 24-72 часа». Одновременно Малиновский получил донесение от командующего советскими войсками на Кубе генерала Плиева об усилившейся активности американской стратегической авиации в районе Карибского бассейна. Оба сообщения доставили в кабинет Хрущёва в Кремль в 12 дня в субботу, 27 октября.

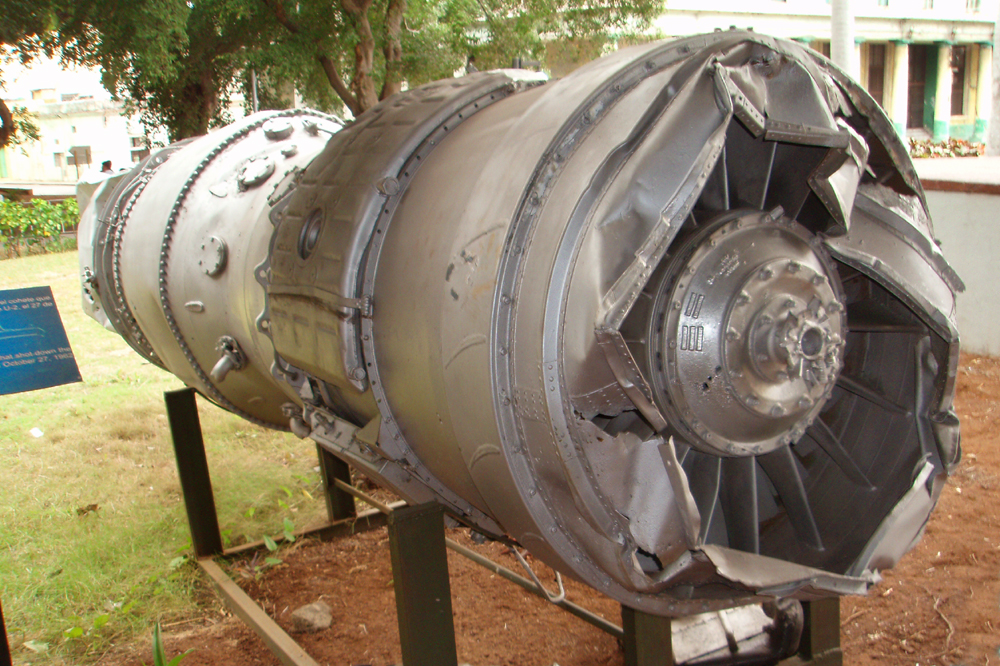
Двигатель самолёта U-2, сбитого в «Чёрную субботу». Музей Революции в Гаване

### Действия американского флота в отношении советских подводных лодок

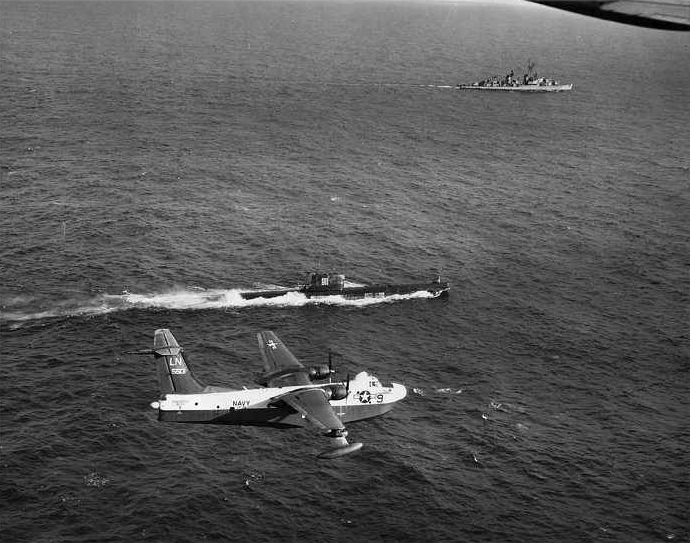
Американский эсминец «Чарльз П. Сесил» эскортирует вынужденную всплыть подводную лодку Б-36, октябрь 1962 года

27 октября американские военные корабли заставили всплыть находившуюся вблизи Кубы советскую подводную лодку Б-130, обнаруженную ими ещё 23 октября. На лодке из-за заводского брака произошла поломка всех трёх дизельных двигателей, разрядились аккумуляторные батареи.
Второй была принуждена к всплытию подводная лодка Б-36. Ей долго удавалось избегать обнаружения благодаря хорошей работе гидроакустического оборудования. Затем, следуя поступившему из Главного штаба приказу, лодка заняла назначенную позицию, где была обнаружена и преследовалась двое суток, после чего всплыла с полностью разряженными аккумуляторами. После зарядки аккумуляторов и вентилирования Б-36 использовала короткую пересменку дежуривших над ней вертолётов «Си Кинг» для срочного погружения и успешного отрыва от преследования на глубине 200 метров и с использованием излучения собственных гидроакустических станций для создания помех преследователям.
Также американским военным морякам удалось заставить всплыть советскую подводную лодку Б-59. Для того, чтобы заставить советские подводные лодки всплыть, использовались сигнальные гранаты.

### Уничтожение самолёта U-2 майора Андерсона
В Москве было 5 часов вечера, когда на Кубе разбушевался тропический шторм. В одно из подразделений ПВО пришло сообщение, что на подлёте к Гуантанамо замечен американский самолёт-разведчик U-2. Начальник штаба зенитного ракетного дивизиона С-75 капитан Антонец позвонил в штаб Плиеву за инструкциями, но того на месте не оказалось. Заместитель командующего ГСВК по боевой подготовке генерал-майор Леонид Гарбуз приказал капитану ждать появления Плиева. Через несколько минут Антонец вновь позвонил в штаб — никто не взял трубку. Когда U-2 был уже над Кубой, Гарбуз сам прибежал в штаб и, не дождавшись Плиева, отдал приказ уничтожить самолёт. По другим сведениям, приказ об уничтожении самолёта-разведчика мог быть отдан заместителем Плиева по ПВО генерал-лейтенантом авиации Степаном Гречко или командиром 27-й дивизии ПВО полковником Георгием Воронковым. Пуск ЗУР был осуществлён в 10:22 по местному времени. Пилот U-2 майор Рудольф Андерсон погиб.

### Пролёт U-2 капитана Молтсби над Чукоткой
В тот же день другой U-2 капитана Чарльза «Чака» Молтсби, осуществлявший с 04:00 по летнему североамериканскому восточному времени полёт к Северному полюсу для планового забора проб воздуха на предмет следов ядерных испытаний (всё время кризиса они не прекращались — так, 27 октября на Новой Земле была взорвана 260-кт термоядерная бомба), сбился с курса и вторгся в советское воздушное пространство в районе пролива Лонга. Итоги официального расследования причин этого до сих пор не рассекречены, но по словам сослуживцев, сам пилот объяснял это тем, что забыл отключить гирокомпас от магнитного компаса (Северный магнитный полюс тогда находился в районе канадского острова Батерст — более чем в тысяче км от географического полюса), а северное сияние помешало вовремя обнаружить отклонение от курса по звёздам.
По американским данным, около полудня по Вашингтону с аэродрома Певек были подняты по тревоге истребители МиГ, но ни перехватить, ни тем более сбить летевший на высоте 22-23 км разведчик они были не в состоянии. Советский радиообмен был перехвачен американцами и с аэродрома Галина в ожидании массированной атаки советских бомбардировщиков была поднята пара перехватчиков F-102, вооружённых парой ракет AIM-26 Falcon с 0,25-кт ядерными БЧ. В итоге пилот смог сориентироваться, развернуться на восток и под присмотром МиГов уже с (опять же по американским данным) Анадырьского аэродрома примерно в четверть второго по Вашингтону покинул воздушное пространство СССР, причём примерно в это же время у него кончилось топливо.
По советским данным, самолёт-нарушитель пробыл в воздушном пространстве СССР 1 час 22 минуты, а на его перехват 25 дивизией 11 отдельной армии ПВО были подняты две пары истребителей МиГ — пара МиГ-19П с аэродрома Анадырь, один из которой был сведён с целью и 18 минут её сопровождал на высоте 16,2 км (по советским данным, U-2 шёл на 20,3-21 км), и пара МиГ-17ПФ с аэродрома Урелики.
Лишь после благополучного разрешения опасной ситуации штаб Стратегического воздушного командования проинформировал о происшествии министра обороны Макнамару (в 13:41), а тот уже сообщил президенту (в 13:45) и Госдепартаменту (в 13:47). Кроме того, он отозвал U-2 4080-го стратегического разведкрыла, взлетевший для очередного взятия проб воздуха, постановил начать расследование инцидента и запретил подобные полёты за пределами США вплоть до его окончания. Самолёт благополучно допланировал до Коцебу и там сел в 14:25 вашингтонского времени, не только формально выполнив миссию по сбору, но и поставив таким образом абсолютный рекорд продолжительности полёта для U-2 в 10 часов 25 минут.
Военные советники Кеннеди пытались убедить президента до наступления понедельника отдать приказ о вторжении на Кубу, «пока ещё не поздно». Кеннеди уже не отвергал категорически такое развитие ситуации. Однако он не оставлял надежды на мирное разрешение.
Фидель Кастро, считавший, что имеются достоверные сведения, что американцы наутро собираются бомбить советские базы на Кубе, через посла СССР на Кубе Алексеева предлагал Хрущёву нанести превентивный ядерный удар по США, сказав, что кубинский народ готов принести себя в жертву для победы над американским империализмом. Хрущёв на это сказал, что у «товарища Фиделя Кастро» сдали нервы, что переговоры с американцами идут успешно.
Принято считать, что «Чёрная суббота» 27 октября 1962 — день, когда мир был ближе всего к глобальной ядерной войне.

## Разрешение кризиса
В ночь с 27 на 28 октября по заданию президента Роберт Кеннеди вновь встретился с советским послом Анатолием Добрыниным в здании Министерства юстиции. По воспоминаниям Добрынина, «в кабинете Кеннеди был беспорядок, на диване валялся скомканный плед: хозяин кабинета тут же урывками спал». Кеннеди поделился с Добрыниным опасениями президента о том, что «ситуация вот-вот выйдет из-под контроля и грозит породить цепную реакцию». Роберт Кеннеди заявил, что его брат готов дать гарантии ненападения и скорейшего снятия блокады с Кубы. Добрынин спросил Кеннеди о ракетах в Турции. «Если в этом единственное препятствие к достижению упомянутого выше урегулирования, то президент не видит непреодолимых трудностей в решении вопроса», — ответил Кеннеди. По словам тогдашнего министра обороны США Роберта Макнамары, с военной точки зрения ракеты «Юпитер» уже морально устарели (хотя были поставлены на боевое дежурство всего двумя годами ранее), однако в ходе приватных переговоров Турция и НАТО выступали резко против включения подобного пункта в официальное соглашение с Советским Союзом, так как это было бы проявлением слабости США и ставило бы под сомнение гарантии США по защите Турции и стран НАТО.

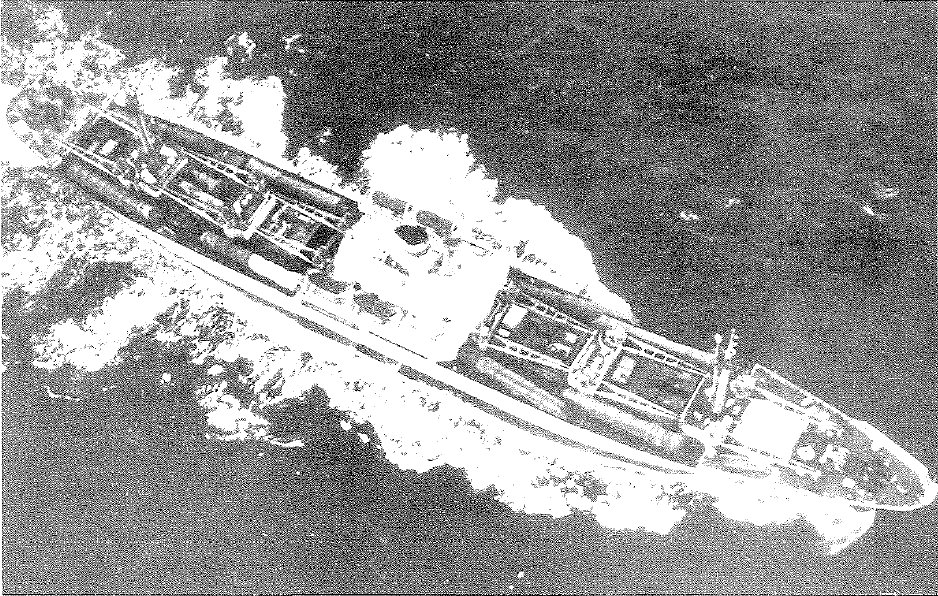
«Металлург Аносов» с палубным грузом — восемь ракетных транспортёров с ракетами, покрытых брезентом. В период Карибского кризиса (блокада Кубы). 7 ноября 1962 года. Фото с самолёта ВМС США. Фотография из музея США

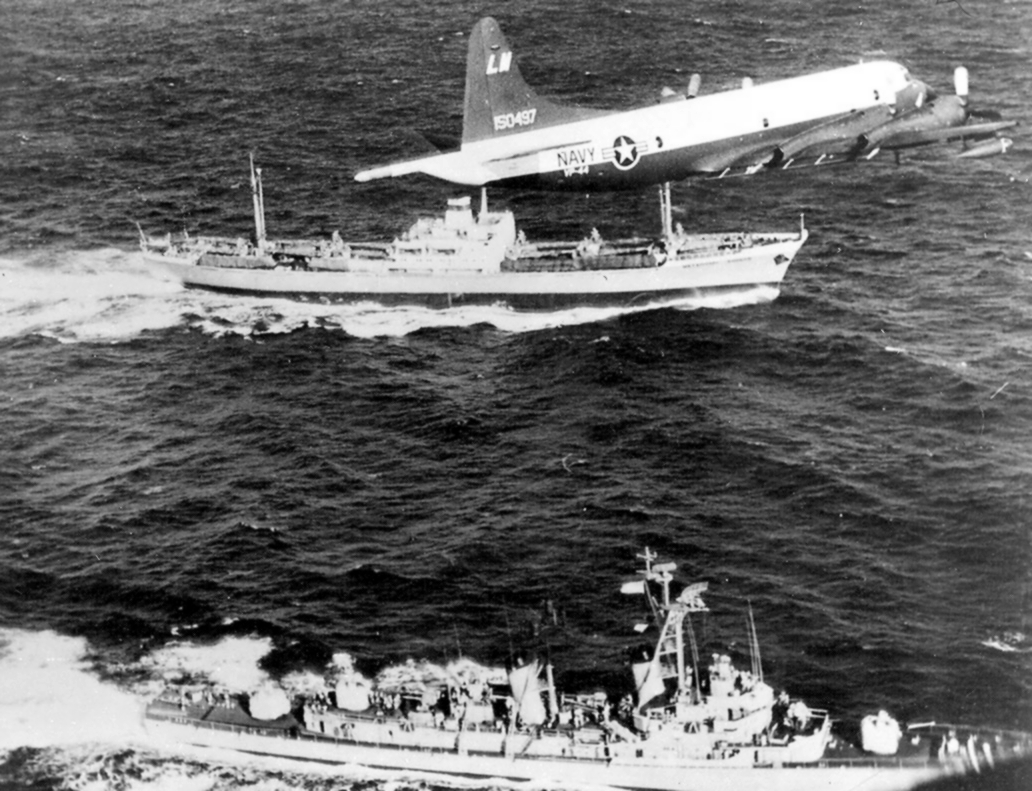
Советское торговое судно «Металлург Аносов» (блокадный бегун) идёт курсом на Кубу. Параллельным курсом идёт эсминец ВМС США Barry (DD-933), над ними пролетает самолёт Lockheed P-3A-20-LO «Orion» (BuNo 150497) патрульной эскадрильи VP-44. Карибский кризис, 10 ноября 1962 года. Фото с самолёта ВМС США, U.S. Navy National Museum of Naval Aviation

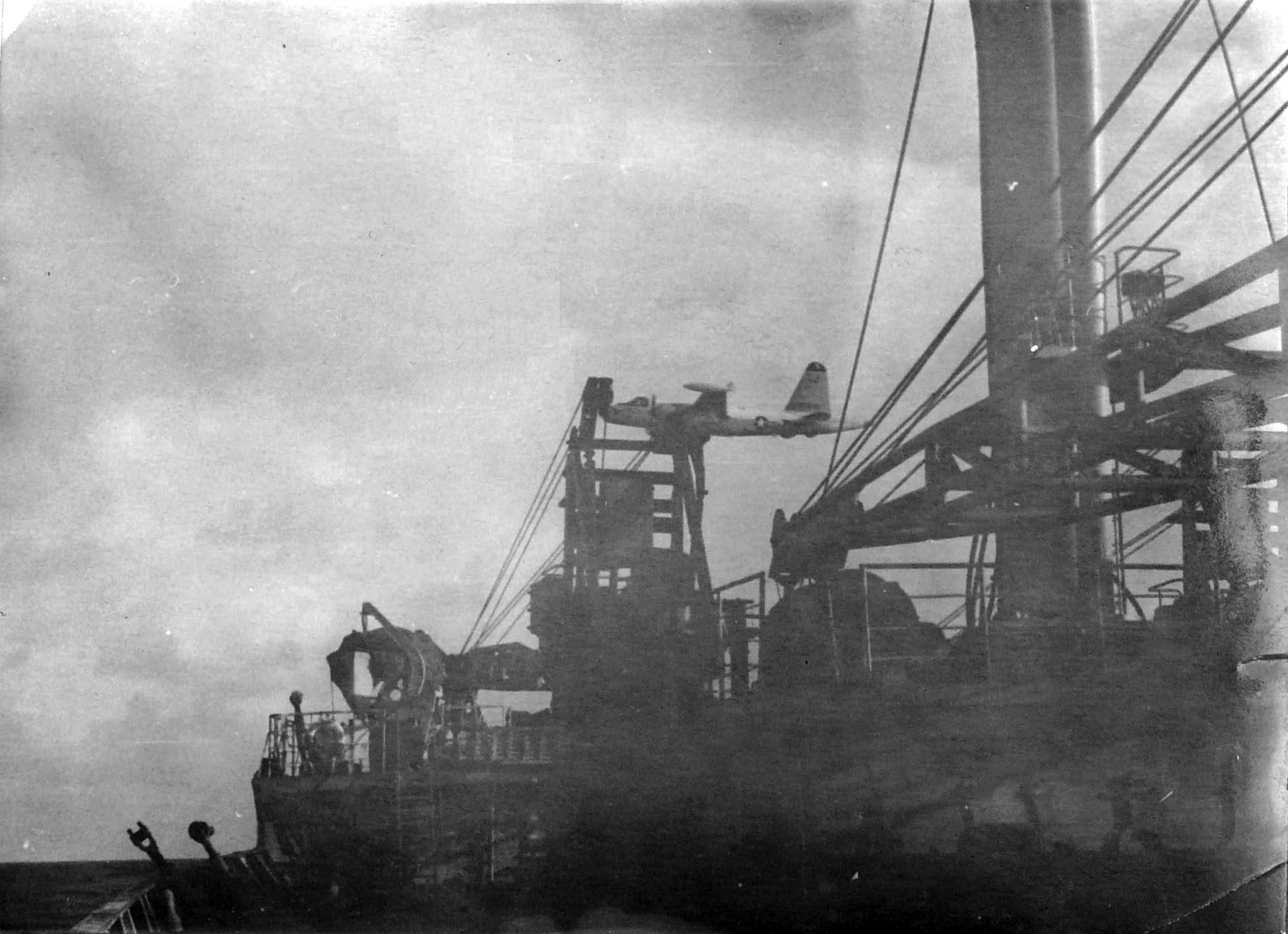
Патрульный самолёт американских военно-морских сил над кормой «Металлурга Аносова». Фотография сделана в июне или в июле 1964 года

На следующее утро в Кремль пришло сообщение от Кеннеди, где было сказано:

1) Вы согласитесь вывести свои системы вооружения с Кубы под соответствующим наблюдением представителей ООН, а также предпринять, с соблюдением соответствующих мер безопасности, шаги по остановке поставок таких же систем вооружения на Кубу.

2) Мы же, со своей стороны, согласимся — при условии создания с помощью ООН системы адекватных мер, обеспечивающих выполнение данных обязательств, —
а) быстро отменить введённые в настоящий момент блокадные мероприятия и б) дать гарантии ненападения на Кубу.

Я уверен, что и остальные государства Западного полушария будут готовы поступить подобным образом.
В полдень Хрущёв собрал Президиум ЦК у себя на даче в Ново-Огарёве. На собрании шло обсуждение письма из Вашингтона, когда в зал вошёл человек и попросил помощника Хрущёва, Трояновского, к телефону: звонил Добрынин из Вашингтона. Он передал Трояновскому суть его беседы с Робертом Кеннеди и выразил опасения, что президент США испытывает сильное давление со стороны военных. Добрынин передал дословно слова брата президента США: «Мы должны получить ответ из Кремля сегодня же, в воскресенье. Осталось очень мало времени для разрешения проблемы». Трояновский вернулся в зал и зачитал собравшимся то, что успел записать в своём блокноте, пока слушал доклад Добрынина. Хрущёв сразу же пригласил стенографистку и начал диктовать согласие. Он также надиктовал два конфиденциальных письма лично Кеннеди. В одном он подтвердил факт того, что послание Роберта Кеннеди добралось до Москвы. Во втором — что он расценивает это послание как согласие на условие СССР по выводу советских ракет с Кубы — убрать ракеты из Турции.
Опасаясь всяких «неожиданностей» и срыва переговоров, Хрущёв запретил Плиеву использовать зенитное оружие против американских самолётов. Он также приказал вернуть на аэродромы все советские самолёты, патрулировавшие Карибское море. Для пущей уверенности первое письмо было решено транслировать по радио, чтобы оно как можно скорее дошло до Вашингтона. За час до начала трансляции послания Никиты Хрущёва (16:00 по московскому времени) Малиновский послал Плиеву приказ начать демонтаж стартовых площадок Р-12.
Демонтаж советских ракетных установок, погрузка их на корабли и вывод с территории Кубы заняли 3 недели. Убедившись, что Советский Союз вывел ракеты, президент Кеннеди 20 ноября отдал приказ прекратить блокаду Кубы.
Через несколько месяцев из Турции были выведены и американские ракеты «Юпитер» — как «устаревшие». ВВС США не возражали против списания этих БРСД, так как к этому моменту ВМФ США уже развернул на подводных лодках намного более подходящие для передового базирования БРПЛ «Поларис», сделавшие комплекс «Юпитер» устаревшим.

## Последствия

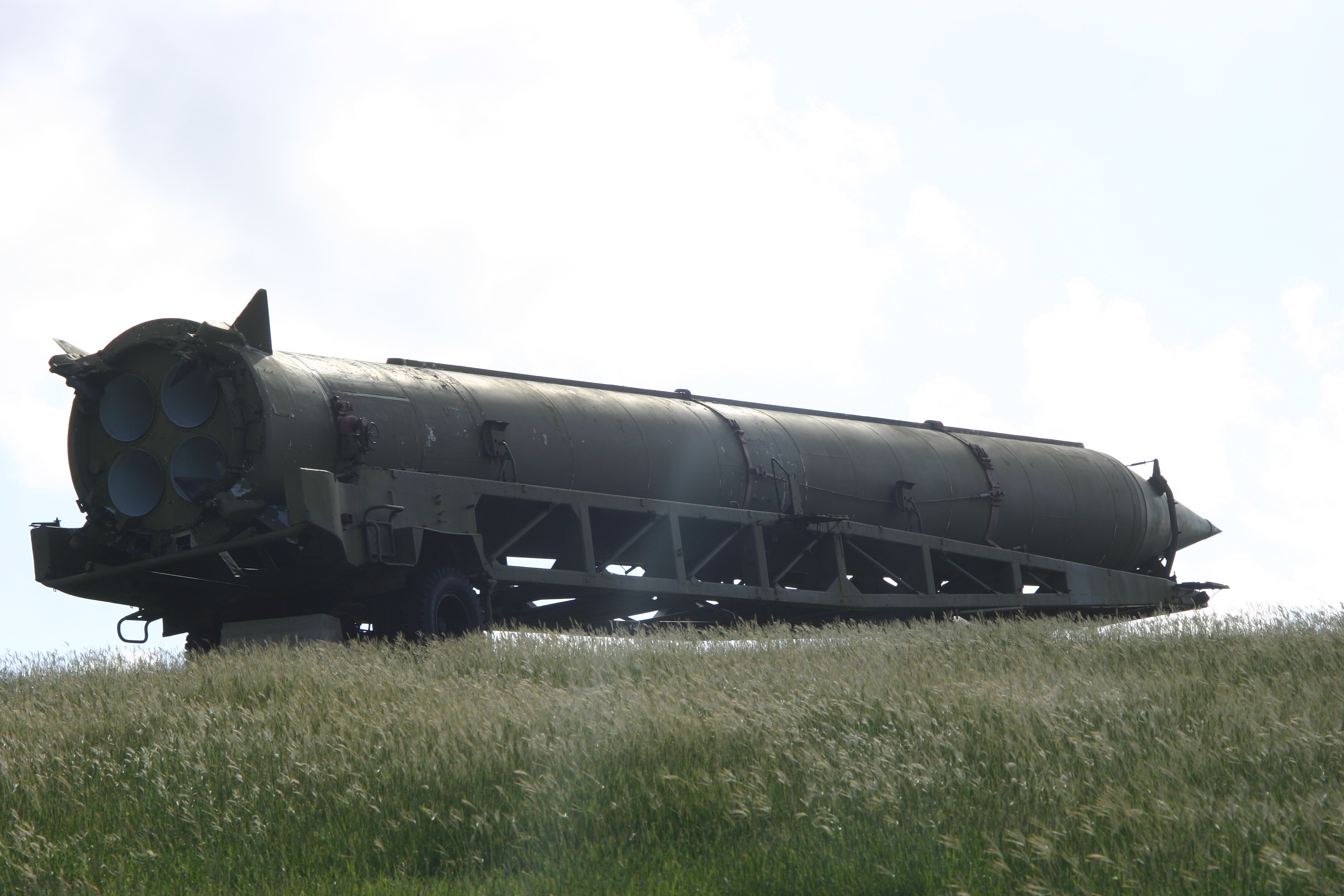
Макет-памятник Р-12 возле Военной академии в Гаване, Куба

Мирное разрешение кризиса удовлетворило не всех. Смещение Хрущёва двумя годами позже можно частично связать с раздражением в Политбюро ЦК КПСС относительно уступок Соединённым Штатам, сделанных Хрущёвым, приведшим к кризису.
Коммунистическое руководство Кубы расценило компромисс как «предательство» со стороны Советского Союза, поскольку решение, положившее конец кризису, было принято исключительно Хрущёвым и Кеннеди.
Некоторые военачальники США также были недовольны результатом. Так, начальник штаба воздушных сил США генерал Лемей назвал отказ от атаки Кубы «наихудшим поражением в нашей истории».
По окончании кризиса аналитики советских и американских спецслужб предложили установить между Вашингтоном и Москвой прямую телефонную линию (так называемый «красный телефон»), чтобы в случае кризисных ситуаций у лидеров сверхдержав была возможность немедленно связаться друг с другом, а не пользоваться телеграфом.
По рассекреченным в 2017 году данным Министерства обороны Российской Федерации, за период с 1 августа 1962 года по 16 августа 1964 года на Кубе по различным причинам погибли 64 советских гражданина.

### Историческое значение
Кризис стал переломным моментом в ядерной гонке и «холодной войне». В западных странах началось антивоенное движение, пик которого пришёлся на 1960-е — 1970-е годы. В СССР также стали раздаваться голоса, призывавшие к ограничению гонки ядерных вооружений и усилению роли общества в принятии политических решений (в частности, с таким заявлением выступил один из разработчиков советского ядерного оружия академик А. Д. Сахаров).
Невозможно однозначно утверждать, стало ли удаление ракет с Кубы победой или поражением Советского Союза. С одной стороны, план, задуманный Хрущёвым в мае 1962 года, не был доведён до конца и советские ракеты уже не могли обеспечить безопасности Кубы. С другой, Хрущёв добился от руководства США гарантий ненападения на Кубу, которые, несмотря на опасения Кастро, были соблюдены и соблюдаются по сей день. Через несколько месяцев американские ракеты в Турции, по словам Хрущёва, спровоцировавшие его на размещение оружия на Кубе, были также демонтированы. В конце концов, благодаря техническому прогрессу в ракетостроении, отпала необходимость размещения ядерного оружия на Кубе и в Западном полушарии вообще, поскольку через несколько лет Советский Союз уже имел достаточно межконтинентальных ракет, способных поразить любой город и военный объект в США непосредственно с территории СССР.
Сам Хрущёв в своих мемуарах так оценил итоги кризиса: «Сейчас прошло уже много лет, и это является уже областью истории. И я горд за то, что мы проявили мужество и дальновидность. И я считаю, что мы выиграли».

Мы, товарищи, поставили ракеты, ракеты средней дальности на Кубе. Почему мы их поставили, что нас заставило поставить? Мы рассуждали так, что Кубу американцы терпеть не могут, они это прямо говорят, что могут сожрать Кубу. Я вот с военными говорил, с маршалом Малиновским. Я спросил: если бы мы были на месте Америки, взяли для себя курс сломить такое государство, как Куба, сколько бы нам надо было, зная наши средства? — Максимум три дня, и руки помыли бы.
Товарищи, с этим надо считаться, потому что именно Америка эти возможности тоже имеет. Поэтому мы считали, что Кубу можно спасти, только на Кубе поставив ракеты. Тогда тронешь, так ёжик клубком свернётся, и не сядешь. (Смех.) Видимо, пробовали когда-то. (Смех.) Вот эти ракеты вроде иголок ёжика, они обжигают. Когда мы принимали решение, мы долго обсуждали и не сразу приняли решение, раза два откладывали, а потом приняли решение. Мы знали, что, если поставим, а они обязательно узнают, это шок у них вызовет. Шутка ли сказать, у крокодила под брюхом ножик! […]
В результате переписки мы вырвали у президента США заявление о том, что он тоже не думает вторгаться. Тогда мы сочли возможным сделать заявление, что мы тогда тоже считаем возможным удаление наших ракет и Ил-28.
Было это уступкой? Было. Мы уступили.
Была уступка со стороны Америки? Было дано публичное слово не вторгаться? Было. Так кто же уступил и кто не уступил?
Мы никогда не говорили, что мы будем вторгаться в другую страну. Америка говорила, что она не потерпит на Кубе революционного кастровского режима, и потом она отказалась. Значит, ясно, что другая сторона взяла на себя обязательство то, которое оно не признавала до постановки наших ракет на Кубе. Так?
ГОЛОСА: Так. (Аплодисменты.)
ХРУЩЁВ: Сейчас есть умные, а умных, когда пройдёт опасность, всегда больше, чем в момент опасности. (В зале смех.) […]
А если бы мы не уступили, может быть, Америка больше уступила? Может быть, и так. Но это могло быть похоже на детскую сказку, когда два козла встретились на перекладине перед пропастью. Они проявили козлиную мудрость, и оба упали в пропасть. Вот в чём дело.
— Из заключительного слова Н. С. Хрущёва на пленуме ЦК КПСС 23 ноября 1962 года

## Эпилог
В 1992 году было подтверждено, что к моменту, когда разразился кризис, советские части на Кубе получили ядерные боеголовки для тактических и стратегических ракет, а также ядерные авиабомбы для бомбардировщиков среднего радиуса действия Ил-28, общим количеством 162 единицы. Генерал Грибков, участвовавший в работе советского штаба операции, заявил, что командующий советскими войсками на Кубе генерал Плиев имел полномочия применять их в случае полномасштабного вторжения США на Кубу.
Небольшая продолжительность Карибского кризиса и обширная документация, касающаяся принятия решений обеими сторонами, делают его отличным примером для анализа процессов выработки государственных решений. В книге «Суть решения», авторы Грэхам Аллисон и Филип Зеликов используют кризис для иллюстрации разных подходов к анализу действий государства. Интенсивность и размах кризиса также даёт отличный материал для драмы, что иллюстрируется фильмом «Тринадцать дней» американского режиссёра Р. Доналдсона. Карибский кризис также был одной из основных тем выпущенного в 2003 году документального фильма The Fog of War: Eleven Lessons from the Life of Robert S. McNamara.
В октябре 2002 года Роберт Макнамара и Артур Шлезингер вместе с другими почётными гостями участвовали во встрече с Кастро на Кубе, чтобы продолжить изучение кризиса и выпуск рассекреченных документов. На этой конференции стало ясно, что мир был гораздо ближе к ядерной конфронтации, чем считалось ранее. Так, не исключено, что только здравый смысл старшего на борту советской подводной лодки Б-59 (проекта 641) Василия Архипова предотвратил полномасштабный конфликт.

## Карибский кризис в искусстве
Когда был Карибский кризис, у меня был «фольксваген», и как-то раз я сидел в нём с девушкой. Мы слушали радио, и это было похоже на конец света. Бомбы надвигались, и всё это казалось очень реалистическим. Мне было около 18 лет.